# Sonneberg

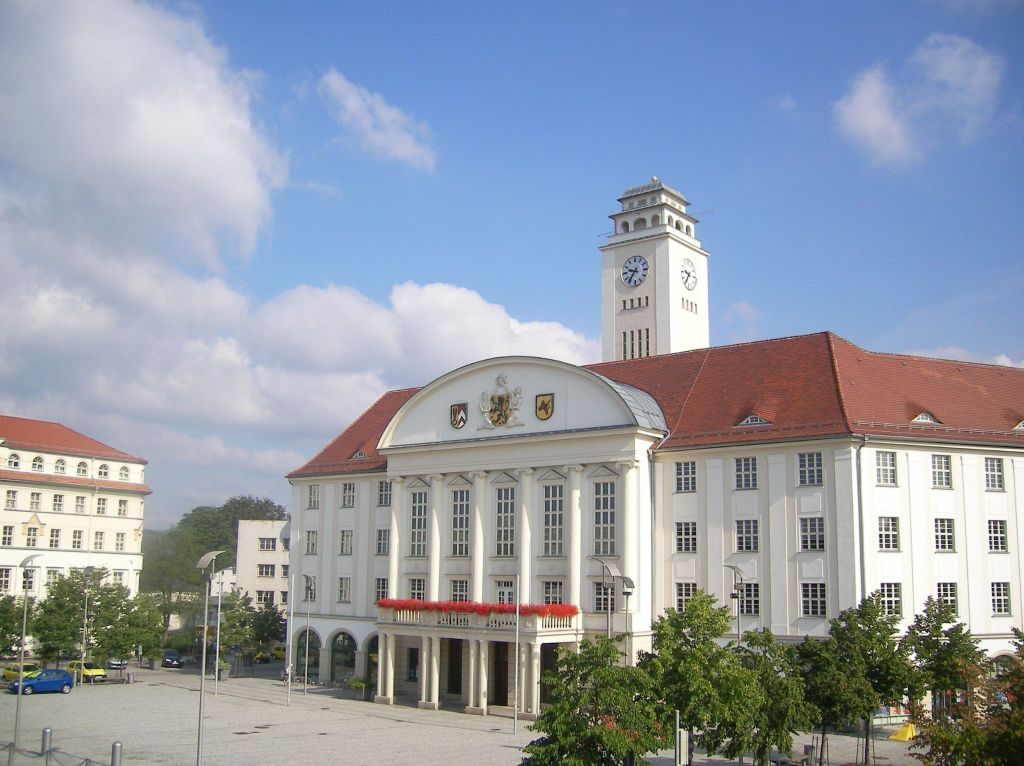
Rathaus von Sonneberg

Sonneberg (ostfränkisch-regional Sumbarch) ist eine Stadt im fränkisch geprägten Süden Thüringens und Kreisstadt des gleichnamigen Landkreises. Sie ist ein Mittelzentrum und bildet mit der angrenzenden oberfränkischen Partnerstadt Neustadt bei Coburg eine geografisch und ökonomisch zusammenhängende urbane Einheit, die seit 2013 zur „Europäischen Metropolregion Nürnberg“ gehört.
Bekannt wurde Sonneberg als „Weltspielwarenstadt“ – woran heute das Deutsche Spielzeugmuseum erinnert – und in Fachkreisen durch die 1925 gegründete Sternwarte Sonneberg. An die Stadt grenzt das Thüringer Schiefergebirge mit dem Frankenwald im Osten.

## Geografie

### Geografische Lage
Die Stadt liegt in den Tälern der aus dem Thüringer Schiefergebirge nach Süden in Richtung Oberfranken abfließenden Röthen und Steinach am Nordrand des Obermainischen Hügellands (südlich Fränkische Linie) und erstreckt sich über die davor liegende Linder Ebene bis unmittelbar an die thüringisch-bayerische Landesgrenze.

### Nachbargemeinden
Im Uhrzeigersinn, von Norden beginnend: Gräfenthal (Landkreis Saalfeld-Rudolstadt), Tettau (Landkreis Kronach), Föritztal (Landkreis Sonneberg), Neustadt bei Coburg (Landkreis Coburg), Frankenblick, Steinach, Lauscha, Neuhaus am Rennweg (alle Landkreis Sonneberg)

### Stadtgliederung
Gemäß Hauptsatzung der Stadt Sonneberg ist das Stadtgebiet in die Ortsteile Altstadt (Obere Stadt), Bettelhecken, Hönbach, Hüttensteinach, Innenstadt (Untere Stadt), Köppelsdorf, Malmerz, Mürschnitz, Neufang, Oberlind, Steinbach, Unterlind, Wehd, Wolkenrasen, Spechtsbrunn, Hasenthal, Vorwerk, Haselbach, Schneidemühle, Friedrichsthal, Eschenthal, Georgshütte, Blechhammer und Hüttengrund untergliedert.
Das Stadtgebiet besteht aus den Gemarkungen Sonneberg, Bettelhecken, Hönbach, Hüttensteinach, Köppelsdorf, Malmerz, Mürschnitz, Neufang, Oberlind, Steinbach, Unterlind, Spechtsbrunn, Hasenthal, Haselbach, Hohenofen, Eschenthal und Hüttengrund.
Stadtviertel sind die Obere Stadt und die Untere Stadt.

### Eingemeindungen
- 1919: Bettelhecken
- 1922: Hönbach
- 1923: Neufang
- 1950, 1. Juli: Köppelsdorf (1923 durch den Zusammenschluss von Hüttensteinach, Köppelsdorf und Steinbach entstanden), Malmerz, Mürschnitz und Oberlind.
- 1994, 30. Juni: Unterlind
- 2013, 31. Dezember: Oberland am Rennsteig (am 1. Januar 1997 durch den Zusammenschluss von Engnitzthal und Haselbach entstanden)

## Geschichte

### Ursprung bis zum 14. Jahrhundert

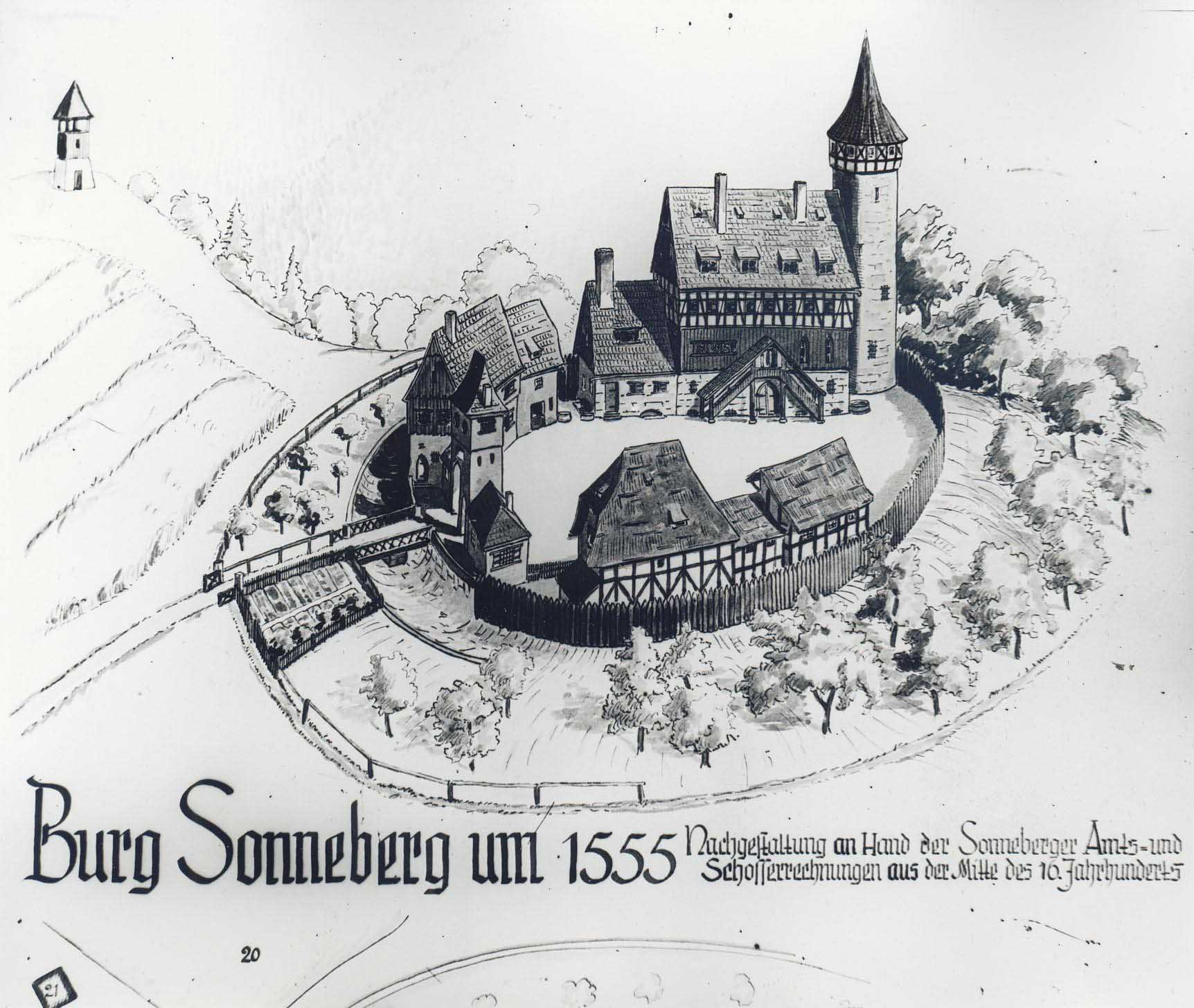
Burg Sonneberg um 1555

„Das Schloss Sonneberg wurde auch als Burg Sonneberg oder das Haus zu Sonneberg in alten Dokumenten genannt. Im Jahre 480 erbaute Süne oder Süno, Herzog zu Franken, diese Burg wegen der Thüringischen Einfälle…“

Diese nicht kritikfreie Darstellung fußt auf der Geschichte der Franken des Abtes Johannes Trithemius aus dem Jahr 1514.
Wenngleich es keine gesicherten Hinweise des fränkischen Heerführers Sunno im Obermainland und der Errichtung einer Burg als Schutzwehr gegen die einfallenden Thüringer gibt, verweist dies auf erste Besiedlungen in diesem Gebiet bereits ab dem 5. Jahrhundert. Als das älteste Kulturdenkmal im Sonneberger Stadtgebiet gilt vielfach die sogenannte Cella Antiqua, eine in Sandstein gehauene Mönchszelle hinter dem Anwesen Gerichtssteig 1, die vermeintlich aus dem 9. Jahrhundert stammt. Einziger Beweis für diese Deutung ist ein auf den 13. März 1361 datierter Eintrag in einem Lehensregister. Danach erhielt ein niederer Adeliger „kempnatam antiquam et camerum super cellam in castro Sunneberg“ – also die alte Kemenate sowie einen Wohnraum über einer Cella in der Burg Sonneberg – als Lehen. Diese Cella lag also innerhalb der Mauern des Schlosses, nicht in der Altstadt, in der die sogenannte „Cella Antiqua“ liegt. Auch ist mit dem Wort „cella“ im zeitgenössischen Sprachgebrauch nicht notwendig eine einzelne Mönchszelle gemeint. Ebenso könnte der Eintrag auf eine Kapelle oder ein kleines Kloster Bezug nehmen. Thomas Schwämmlein verweist in diesem Zusammenhang darauf, dass auch auf dem Coburger Burgberg ab dem 13. Jahrhundert eine kleinere monastische Gemeinschaft gesichert ist. Auf der Sonneberger Burg könnte es demnach ein kleines Kloster gegeben haben, das in dem Lehensregister als „cella“ bezeichnet wurde. Die sogenannte „Cella Antiqua“ in der Sonneberger Altstadt ist eher als Lagerraum deutlich jüngeren Datums anzusehen. Wahrscheinlich wurde in dem kühlen Sandsteinkeller Bier gelagert, das zu brauen den Bürgern der Stadt ab dem späten Mittelalter erlaubt war. Ein erhabenes Reliefkreuz, wie es in der Cella Antiqua zu finden ist, war bis 1994 auch in einer anderen Kelleranlage in der Altstadt anzutreffen. Dort war es wohl dazu gedacht, Gottes Segen für das in der Sandsteinhöhle gelagerte Bier zu erflehen.
Der Name Sonneberg wurde 1207 erstmals urkundlich erwähnt. Er geht auf das Adelsgeschlecht der Herren von Sonneberg zurück, das im 12. und 13. Jahrhundert beurkundet ist und unterhalb der Burg Sonneberg eine Siedlung gründete, die ursprünglich aus dem Gutshof und zwei Weilern bestand, dem in der Herrnau vermuteten Dorf „Alt-Rötin“ und dem „Stätlein zu Rötin unter der Burg Sonneberg“. Die Herren von Sonneberg waren Ministerialen im Dienst der Herzöge von Andechs-Meranien, die als bayerisches Adelsgeschlecht eine herrschaftliche Verwaltung in der Region um Sonneberg und Coburg errichteten. Nach dem Ende des Herzogtums Meranien erwarb Heinrich II. von Sonneberg im Umland umfangreicheren Besitz und stifteten 1252 das Kloster Sonnefeld. Dieser Höhepunkt des Geschlechts läutete im weiteren Verlauf des 13. Jahrhunderts auch den Verfall ein, bis 1310 das Geschlecht in männlicher Linie ausstarb.
Nach dem Aussterben der Sonneberger fiel die kleine Herrschaft 1317 an die Grafen von Henneberg. 1349 bestätigte und erweiterte die neue Landesherrin, die Regentin Jutta von Henneberg, die städtischen Rechte Sonnebergs mit einer Urkunde. 1353 fiel Sonneberg zusammen mit dem nahe gelegenen Coburg an die Wettiner. Rat und Bürgermeister hatten die Niedergerichte inne. Die an der Straße von Coburg nach Saalfeld gelegene Stadt mit der Johanniskirche war ummauert.

### 15. Jahrhundert bis 19. Jahrhundert
Die katholische Pfarrei gehörte seit alters her zum Bistum Würzburg. 1526 wurde die Reformation in Sonneberg eingeführt. Bald darauf wurde die Lateinschule eröffnet.
Nach der „Leipziger Teilung“ 1485 kam die Pflege Coburg (so wurde das Gebiet, zu dem Sonneberg gehörte, genannt) an die ernestinische Linie dieses Hauses. Nachdem Coburg und somit Sonneberg zwischen 1542 und 1553 unter Herzog Johann Ernst von Sachsen schon einmal ernestinische Sekundogenitur war, kam es 1572 zur Abtrennung dieses Territoriums vom ernestinischen Gesamtstaat, und es entstand ein Fürstentum Sachsen-Coburg, das gemeinschaftlich von den Herzögen Johann Casimir und Johann Ernst regiert wurde. 1596 teilten beide dieses Fürstentum in Sachsen-Coburg und Sachsen-Eisenach. Nach dem Tod Johann Casimirs 1633 kurzzeitig unter Johann Ernst wieder vereint, kam es nach dessen Tod 1638 an Sachsen-Altenburg und 1672 an Sachsen-Gotha. Im Zuge der „Gothaischen Teilung“ 1680 entstand erneut ein Fürstentum Sachsen-Coburg unter Herzog Albrecht, das allerdings beträchtlich kleiner war als dessen Vorgänger.
1699 verstarb Albrecht von Sachsen-Coburg ohne Erben, und es kam zu langwierigen Erbauseinandersetzungen. 1735 wurde dem Herzogtum Sachsen-Meiningen zwar die Stadt Sonneberg zugesprochen, diese verblieb aber weiter als Herzoglich-Sachsen-Coburg-Meiningischer Anteil beim Herzogtum Coburg. Erst 1826 erfolgte die Eingliederung nach Sachsen-Meiningen.
Seit 1500 ist der Abbau von Wetzsteinen und Schiefer für Schindeln und Schiefertafeln bezeugt. Aus der alteingesessenen Holzwarenherstellung entwickelte sich vom 16. Jahrhundert an die Herstellung des als „Nürnberger Tand“ bekannten Sonneberger Spielzeugs. Um 1700 wurde mit der Firma Dressel, ab 1873 Firma Cuno & Otto Dressel, der größte Hersteller und Exporteur von Spielwaren in Sonneberg gegründet. Ab 1805 entwickelte sich Sonneberg durch die Einführung des Papiermachés vor allem in der Puppenherstellung zu einem Spielzeugproduktionszentrum mit Weltgeltung (siehe auch: F. M. Schilling). 1840 zerstörte ein Stadtbrand das alte Stadtzentrum um den Marktplatz in der heutigen Oberen Stadt. 1883 wurde im Haus Mühlgasse 4 die Industrieschule eröffnet, in der die künstlerische Porzellan-, Glas- und Spielzeuggestaltung gelehrt wurde.

### 20. Jahrhundert

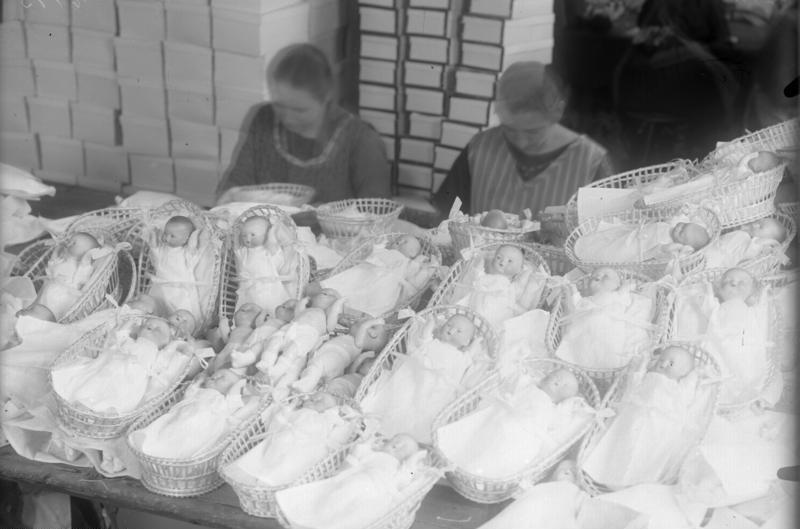
Versand von Puppen in der Spielwarenstadt Sonneberg (November 1931)

#### Spielwaren-Stadt
Durch den hohen Anteil der Sonneberger Produktion am Weltmarkt wurde um 1913 der Begriff „Weltspielwarenstadt“ geprägt. Vor dem Ersten Weltkrieg wurden im Raum Sonneberg rund 20 % der auf dem Weltmarkt gehandelten Spielwaren vorwiegend in Heimarbeit hergestellt. Neben dem Begriff Weltspielzeugstadt avancierte Sonneberg zur „Werkstatt des Weihnachtsmannes“.
Die Spielwarenindustrie reagierte ab den 1870er Jahren auf die zunehmende Nachfrage bei gleichzeitig fallenden Verkaufspreisen nicht mit einem Übergang zur industriellen Herstellungsweise in größeren Fabriken unter Verwendung innovativer Techniken. Auch wenn die Exporte in die USA zwischen 1865 und 1885 um etwa 600 % stiegen, wiesen doch noch 1880 85 % der Betriebe nicht mehr als vier Mitarbeiter auf. Es war die Zahl dieser traditionell arbeitenden Klein- und Kleinstbetriebe, die als Antwort auf die vergrößerte Nachfrage gewaltig anstieg. 1880 waren es insgesamt noch 321 Unternehmen. 1899, knapp 20 Jahre später, 2395, ein Anstieg um 746 %. In enger Kooperation vieler kleiner und spezialisierter Firmen und angeschlossener Heimarbeiter konnte das damals wichtigste lokale Produkt, Puppen, in unterschiedlichen Ausformungen, effektiv und kostengünstig ohne den Einsatz kostspieliger Investitionsgüter hergestellt werden. Die Verteilung der Marktmacht in diesem System belastete aber Arbeiter in den Kleinbetrieben und – vor allem – Heimarbeiter und deren Familien mit einem brutalen, die Lebensbedingungen bestimmenden Kostendruck. Da in großer Zahl arbeitssuchende, sachkundige Handwerker vorhanden waren, mussten Verleger und Fabrikanten zudem nicht um Arbeitskräfte konkurrieren. Um das für die Subsistenz absolut Notwendige erwirtschaften zu können, musste in der Regel die gesamte Familie der Heimarbeiter täglich viele lange Stunden bis zur völligen Erschöpfung arbeiten. Trotz verschiedener Versuche der Behörden, der grassierenden Kinderarbeit Herr zu werden, gelang es nie, die weit verbreitete dauerhafte Missachtung der Schulpflicht in Sonneberg zu bekämpfen. Die Heimarbeiter waren gezwungen, auch ihre Kinder heranzuziehen, um zum Familieneinkommen beizutragen. Gleichzeitig verwehrten sie ihnen damit die Möglichkeit, selbst Zugang zu Bildung zu erlangen. 50 % der erwachsenen Arbeiterinnen und Arbeiter verdienten 1905 weniger als 600 Mark im Jahr und blieben damit als Empfänger minimaler Einkommen steuerbefreit. Das ungesunde Arbeitsumfeld, die extrem beengten Lebensumstände und die schlechte, mangelhafte Ernährung trugen erheblich dazu bei, dass die Zahl der an Tuberkulose Erkrankten in Sonneberg um ein Drittel höher lag als im Rest des Reiches. In der Regel bewohnte eine Heimarbeiterfamilie einen Raum, in dem gekocht, geschlafen und – häufig mit gesundheitsschädlichen Stoffen – gearbeitet wurde. In verschiedenen Teilen der Stadt, die überwiegend von Heimarbeitern bewohnt wurden, war die Durchseuchungsrate mit Tuberkulose daher sogar dreimal so hoch wie im nationalen Mittel. Ein Drittel aller Todesfälle wurden dort durch die Lungenkrankheit verursacht.

#### SPD und Kommunisten
In der Folge erhielten Sozialdemokraten und später auch Kommunisten in Sonneberg überdurchschnittlich viele Wählerstimmen. 1913 kam es zu gewaltsamen Auseinandersetzungen zwischen protestierenden Heimarbeitern und der Polizei, die mit gezogenem Säbel gegen die Demonstranten vorging. Dennoch änderten sich die Lebensverhältnisse vieler Heimarbeiter bis in die späten 20er Jahre kaum.

#### Erfolge
1901 wurde das Spielzeugmuseum eröffnet, das 1953 erweitert wurde. Seit 1919 wurden die umliegenden Vororte eingemeindet.
Bahnverbindungen bestanden seit 1858 nach Coburg, seit 1886 Richtung Lauscha (beides über die Bahnstrecke Coburg–Ernstthal am Rennsteig), seit 1901 nach Stockheim (Bahnstrecke Sonneberg–Stockheim) und seit 1910 nach Eisfeld (Bahnstrecke Eisfeld–Sonneberg). Im Jahr 1921 eröffneten die Siemens-Schuckertwerke in Sonneberg ihr Kleinbauwerk II, welches 1939 mit 987 Mitarbeitern Installationsmaterial wie Sicherungselemente und Schalter produzierte.

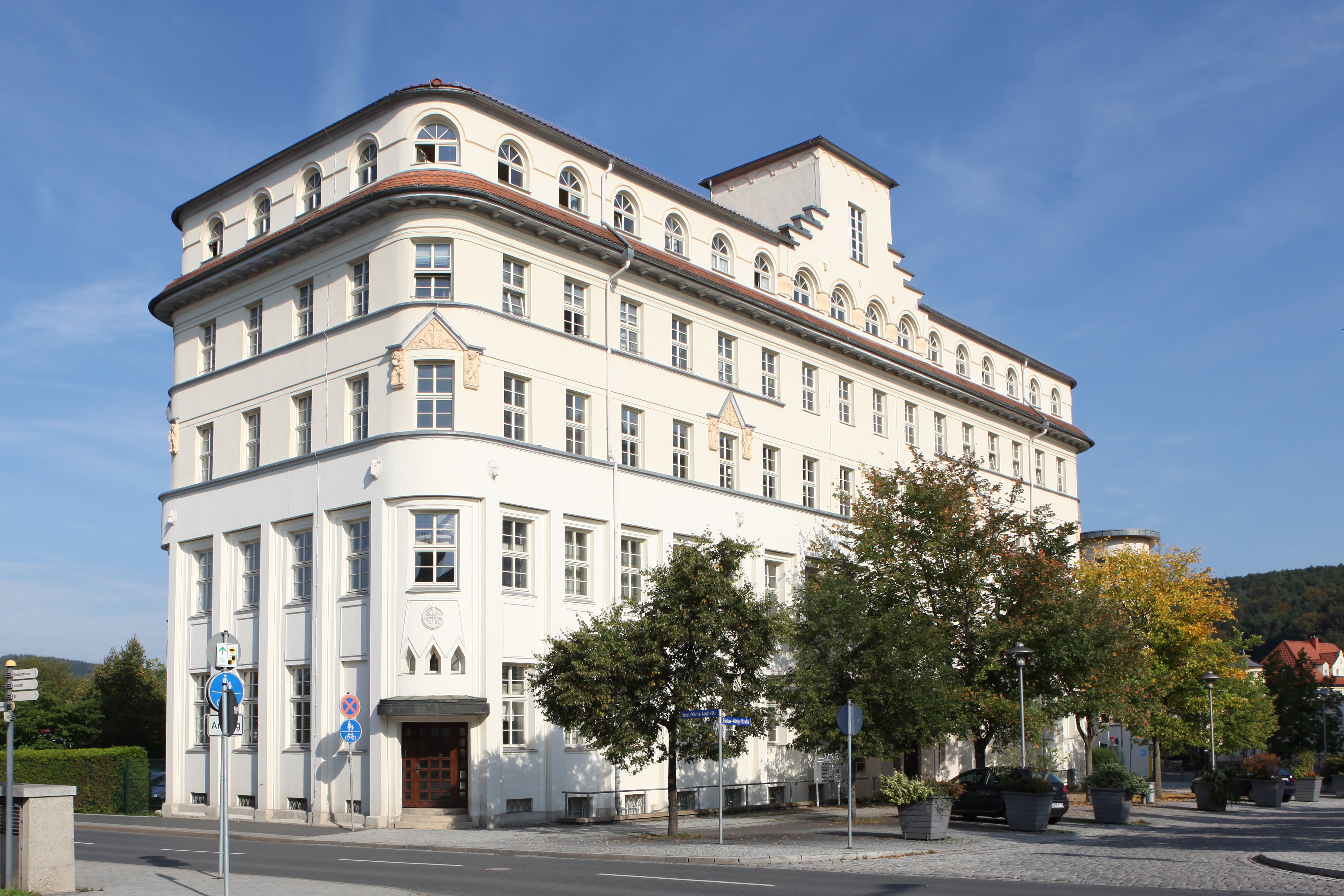
Das 1922/23 gebaute AOK-Gebäude.

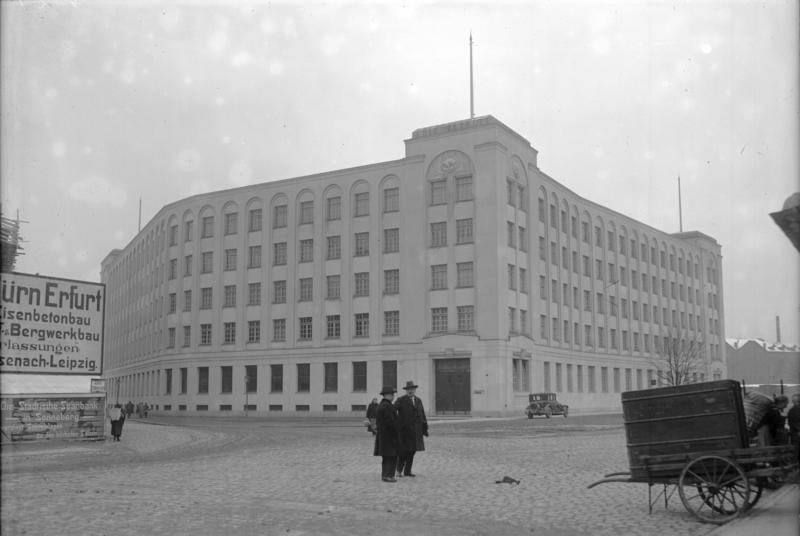
Handels- und Lagerhaus Woolworth, 1928

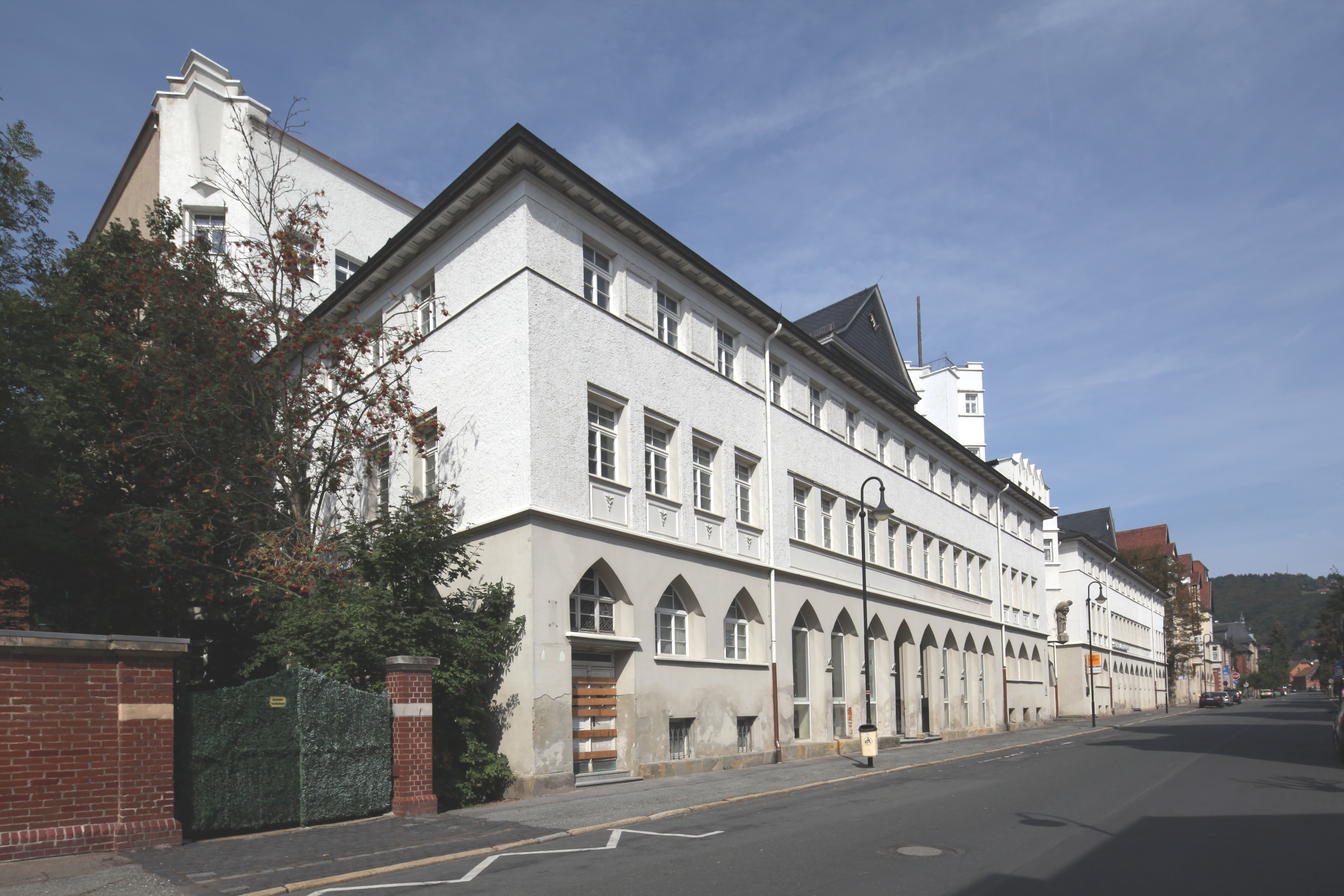
Handelshaus Kresge

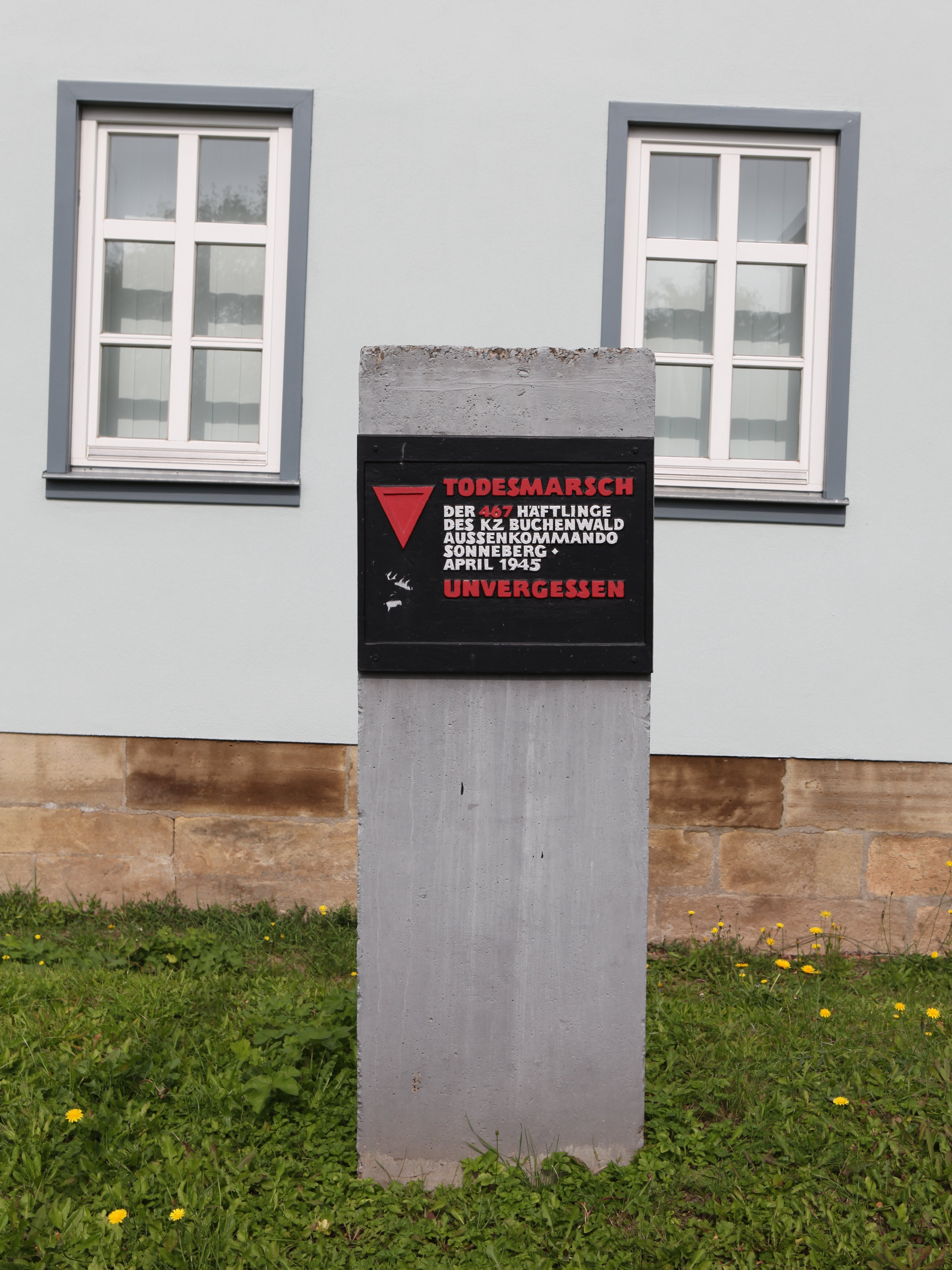
Gedenktafel zum Todesmarsch vom April 1945 vor dem Haus Bettelhecker Straße 24

Eine letzte Blüte der Spielwarenindustrie führte in den 1920er Jahren zur Bebauung des Bahnhofplatzes mit repräsentativen Gebäuden. Zuerst errichtete die US-amerikanische Firma Halbourn ein sechsstöckiges Handelshaus, das seit 1925 der AOK gehört. Gegenüberliegend baute im Jahr 1926 die US-amerikanische Kaufhausgesellschaft F. W. Woolworth Company, die schon seit 1880 vor Ort einkaufte, zum Erwerb und Export von Spielwaren und Christbaumschmuck ein Handels- und Lagerhaus. Das fünfgeschossige Gebäude aus Eisenbeton mit eigenem Gleisanschluss wurde nach Plänen des Sonneberger Architekten Walter Buchholz errichtet. Das Bauwerk, im Zweiten Weltkrieg als Lagerhaus durch das Bekleidungsamt der Luftwaffe genutzt, wurde am 11. April 1945 vor dem Einmarsch US-amerikanischer Truppen in Brand gesetzt, nachdem es kurz vorher für die Bevölkerung zur Plünderung freigegeben worden war. Auf dem Trümmergelände wurde Ende der 1950er Jahre eine Grünanlage mit einer Gedenkstätte zum Tag der Befreiung und zur Deutsch-Sowjetischen Freundschaft errichtet. Die Gedenkstätte wurde nach der Wende eingeebnet. Gegenüberliegend vom Bahnhof errichtete die Stadt 1927/1928 nach Plänen von Karl Dröner ihr neues Rathaus mit einem 40 Meter hohen Rathausturm. In die gleiche Zeit fällt auch der Neubau des Einkaufshauses des US-amerikanischen Unternehmens S. S. Kresge & Co. aus New York City an der Gustav-König-Straße mit seiner expressionistischen Architektur sowie im Jahr 1925 die Gründung der Sternwarte Sonneberg im Ortsteil Neufang durch Cuno Hoffmeister.

#### Überschuldung, Arbeitslosigkeit und Nationalsozialismus
Schon vor Ausbruch der Weltwirtschaftskrise wurde die Stadt Sonneberg 1929 wegen Überschuldung zahlungsunfähig und unter Zwangsverwaltung gestellt. Einschneidende Veränderungen brachte dann die Weltwirtschaftskrise nicht nur für die kommunalen Haushalte mit sich. Insbesondere die auf den Export ausgerichtete Spielwarenindustrie erlebte eine rapide Verringerung der Verkäufe. Sinkende Kaufkraft in den ebenfalls wirtschaftlich hart getroffenen USA, die wachsende Konkurrenz der billiger und effizienter produzierenden japanischen Spielwarenindustrie und schließlich Managementfehler – man versäumte, die Produktion der sich wandelnden Nachfrage anzupassen – führten zu einer radikalen Verschlechterung der wirtschaftlichen Lage. Gegen Ende der Weimarer Republik wies die Stadt Sonneberg mit dem horrenden Wert von 50 % innerhalb Thüringens die höchste Arbeitslosenquote auf. Die wirtschaftliche Notlage machte Teile der Bevölkerung in der Region besonders anfällig für die politische Propaganda der Nationalsozialisten. Hatten zu Beginn der Republik noch fast zwei Drittel der Stimmberechtigten für die Sozialdemokratie votiert, so konnte die NSDAP bei Wahlen nach Eintritt der Krise regelmäßig die absolute Mehrheit der Stimmen für sich gewinnen. Neben dem reichsweit mit der NSDAP sympathisierenden Lager der nationalen und protestantischen Bürgerlichen waren es im ehemals überwiegend „roten Thüringer Wald“ nun auch die vorher sozialdemokratischen und kommunistischen Arbeiter, die in großer Zahl nationalsozialistisch wählten.

#### Nationalsozialismus
Bei Beginn der Zeit des Nationalsozialismus wurden Einwohner aus politischen, rassistischen und religiösen Gründen verfolgt, mit Gefängnis- und Zuchthausstrafen belegt oder in Konzentrationslager deportiert. Zu ihnen gehörte der Mitbegründer der KPD-Ortsgruppe Otto Bergner in Köppelsdorf, der mehrmals verhaftet, in das KZ Buchenwald überstellt und schließlich in das KZ-Außenlager Annener Gußstahlwerk verlegt wurde, wo er im März 1945 ums Leben kam. An ihn erinnert ein Straßenname. An den Arbeiter Adolf Wicklein, der vom Volksgerichtshof zum Tode verurteilt und im Hof des Landgerichts Weimar hingerichtet wurde, weil er geflüchteten sowjetischen Kriegsgefangenen humanitäre Hilfe leistete, erinnerte bis 1990 eine Straße, die seitdem in Marienstraße rückbenannt wurde. In Köppelsdorf regte sich auch Widerstand aus evangelischen Kirchenkreisen gegen das Naziregime, insbesondere gegen die deutsch-christliche Kirchenleitung. Der Pfarrer Reinhard Metz setzte sich mit Predigten und Briefen für gemaßregelte Pfarrer ein. Ein Mitglied der Bekennenden Kirche (BK) stellte einen Raum in ihrem Fabrikgebäude Friedrichstraße 38 für bekenntnisgebundene kirchliche Jugendarbeit zur Verfügung. Einige Juden der Stadt entflohen der antisemitischen Verfolgung durch Emigration, andere wurden deportiert, nur wenige unter ihnen überlebten den Holocaust. Zwischen 1934 und 1943 wurden 687 Frauen und Männer aus Sonneberg und Umgebung Opfer von Zwangssterilisation.

#### Rüstungsbetriebe
Im Rahmen der Aufrüstung der Wehrmacht wurden ab 1935 Rüstungsbetriebe angesiedelt. Darunter war die Thüringer Zahnradwerke GmbH Sonneberg in Bettelhecken, eine Tochtergesellschaft des Leipziger Maschinenbauunternehmens G. E. Reinhardt. Ab 1937 stellte die Spielzeugfabrik Robert Hartwig Lastensegler (DFS 230, später Gotha Go 242) und die Stuttgarter J. C. Eckardt AG in einem neu errichteten Zweigwerk Bordinstrumente für die Luftwaffe her. Die Firma Spindler wurde zu einem führenden Formteilehersteller aus Bakelit für den Flugzeugbau und den Elektroapparatebau.
1937 kam das Luftwaffenbekleidungsamt (LBA (S)) nach Sonneberg, wofür ein großer Gebäudekomplex in der Stadtmitte erbaut wurde. Das Bauwerk entstand ab 1935 im zeittypischen neoklassizistischen Baustil, verfügte über einen großen Innenhof, einen eigenen Eisenbahnanschluss, eine Offiziersmesse und war insbesondere in der großen Eingangshalle mit marmornen Treppen und Wandfliesen repräsentativ ausgestaltet. Mit Aufträgen des Luftwaffenbekleidungsamts konnte das Unternehmen Cuno & Otto Dressel die zurückgehende Spielzeugherstellung durch Uniformschneiderei ersetzen. Das Luftwaffenbekleidungsamt wurde ab 1948 als Behördenhaus der Stadt und des Landkreises genutzt. Der markante Gebäudekomplex, der ab 1962 zum VEB Piko gehörte, wurde anders als das gleichzeitig entstandene Lenkwerk in Bielefeld nicht als Baudenkmal erfasst. 2003 erwarb die Stadt das heruntergekommene, leerstehende, fünfgeschossige Bauwerk und ließ es abreißen.

#### Zwangsarbeit
Während des Zweiten Weltkriegs mussten etwa 4300 Frauen und Männer vor allem aus der Sowjetunion, aber auch vielen anderen von Deutschland besetzten Nationen Zwangsarbeit vorrangig in der Rüstungsproduktion verrichten: in den Thüringer Zahnradwerken, in den Siemens-Schuckertwerken (SSW) in Oberlind, im Unternehmen Louis Siegel, bei J. C. Eckardt sowie bei Kopp & Solonot. In dem im September 1944 auf dem Reinhardt-Werksgelände (Hallstraße 39) eröffneten KZ Außenkommando Sonneberg des KZ Buchenwald arbeiteten unter menschenunwürdigen Bedingungen durchschnittlich 400 meist jüdisch-polnisch/ungarische Häftlinge. Viele Häftlinge kamen im April 1945 auf dem Todesmarsch in Richtung des heutigen Tschechien ums Leben. Entlang der zwei Routen wurden 1982 auf Veranlassung der SED-Kreisleitung Sonneberg Metalltafeln angebracht, die an sie erinnern.
→ Siehe auch: KZ Außenkommando Sonneberg

#### Kriegsende und Aufarbeitung
Am 14. Februar 1945 erfolgte ein Luftangriff von 23 US-amerikanischen B-17-Bombern mit 800 Bomben (die Hälfte davon Brandbomben, die anderen High-Explosives-Sprengbomben) auf Sonneberg. Die Bomber waren auf dem Rückweg der Luftangriffe auf Dresden und Chemnitz wo aufgrund des schlechten Wetters die Bomben nicht mehr abgeworfen werden konnten. Somit wurde Sonneberg das eher zufällige Ziel des Bombenangriffs. Der Güterbahnhof und ein an die Bahnanlagen grenzendes Wohngebiet erhielten die meisten Treffer. 28 Zivilisten starben und Dutzende erlitten schwere Verletzungen. Wären nicht viele Bomben auf freies Gelände gefallen, wären noch mehr Opfer zu verzeichnen gewesen.
Durch sowjetische Militärtribunale wurden 21 Jugendliche (ab 15 Jahren) in Sonneberg 1946/1947 unter „Werwolf“-Vorwurf zum Tode oder zu langjährigen Arbeitslager-Strafen verurteilt. Drei Todesurteile wurden vollstreckt. Zehn der Jugendlichen kamen in sowjetischen Speziallagern um. Aus dem Bereich des heutigen Sonneberg (einschließlich der erfolgten Eingemeindungen) wurden insgesamt 77 Jugendliche verurteilt, davon wurden acht erschossen, 30 sind in Lagern verstorben. Die Urteile der Militärtribunale entsprachen nicht den fundamentalen Anforderungen rechtsstaatlichen Vorgehens. Dabei spielte häufig die Vergeltung für die grausamen Verbrechen der Wehrmacht bei der Strafverfolgung und Urteilsfindung eine Rolle. Doch war das Wirken der Militärtribunale nicht in jedem Fall ein Ausdruck unbegründeten stalinistischen Terrors. Insbesondere in den ersten Jahren nach dem Krieg standen auch Personen vor Gericht, die sehr wohl in die Verbrechen des NS-Regimes involviert waren. Die drei wegen des Vorwurfs der Mitgliedschaft in der Werwolf-Organisation zum Tode verurteilten jungen Männer der Geburtsjahrgänge 1928, 1927 und 1926 wurden Anfang bis Mitte der 1990er Jahre von den sowjetischen Behörden rehabilitiert. Rehabilitiert wurde auch der Rentner Martin Albin, der 1946 als 67-Jähriger wegen der angeblichen Produktion und Verteilung von Flugblättern sowie des Besuches antisowjetischer Versammlungen zum Tode verurteilt worden war. Weitere Todesurteile müssen als mit hoher Wahrscheinlichkeit willkürlich angesehen werden. Die Opfer waren zum Zeitpunkt der Verurteilung keine Jugendlichen mehr. Der Werkzeugdreher Bernd Schilling war im Jahr 1921 geboren, der ehemalige Oberleutnant Arno Lotz 1924, der Schlosser Hermann Gemmer 1899. Mit dem 1892 geborenen Adolf Greuling traf es den ehemaligen Ortsgruppenleiter der NSDAP in Oberlind. Dem ein Jahr zuvor geborenen Erich Wacher wurde unmittelbare Teilnahme an der wirtschaftlichen Ausbeutung des von deutschen Truppen besetzten sowjetischen Staatsgebiets vorgeworfen.
Die Zahnradwerke wurden nach der Demontage 1946 vollständig zerstört und aufgegeben. Andere ehemalige Rüstungsbetriebe stellten die Produktion um und existierten unter neuer Firma weiter. So wurde beispielsweise die Uniformschneiderei des Dresselgeschäfts als VEB Herko Hersteller höherwertiger Herrenkonfektion, das Unternehmen Hartwig fertigte als VEB Radiogehäuse Holzgehäuse für Rundfunk- und Fernsehgeräte, Faltboote und Holzspielzeug, die Siemens-Schuckertwerke begannen als VEB IKA Oberlind mit der Produktion elektrischer Haushaltsgeräte oder der ehemalige Betrieb J. C. Eckardt stellte als VEB Feinmechanik Uhren und feinmechanische Geräte her.

#### DDR und Neuordnung
1952 wurde das Land Thüringen aufgelöst und der Kreis Sonneberg dem Bezirk Suhl zugeordnet. Ab 1953 entstand der Stadtteil Wolkenrasen als Wohnsiedlung auf ehemals Oberlinder Flur. 1952 entstand der VEB Stern-Radio Sonneberg (vormals Elektro-Apparatefabrik Köppelsdorf) und 1956 der VEB Vereinigte Spielwarenwerke Sonneberg „sonni“ (ab 1981 VEB sonni Sonneberg, Stammbetrieb). 1971 wurden vier Volkseigene Betriebe zum „Kombinat Spielwaren Sonneberg – sonni“ zusammengeschlossen. 1978 gab es im Kreis Sonneberg elf „Volkseigene“ Spielwarenbetriebe und drei Kombinate, die „Plasta Werke Sonneberg“ (vormals Firma Spindler), das „Elektro-Keramische Kombinat Sonneberg“ und von 1974 bis 1981 das „Kombinat Piko Sonneberg“, danach „VEB Kombinat Spielwaren Sonneberg“.
Während der DDR-Zeit wirkte sich die Lage unmittelbar an der innerdeutschen Grenze nachteilig auf die Entwicklung der Stadt aus, insbesondere zwischen 1961 und 1972, als das Stadtgebiet Grenzsperrgebiet war. Die angeordnete Abtrennung Sonnebergs von den bisher in vielfältiger Weise eng verbundenen Regionen des nördlichen Oberfrankens wurde von großen Teilen der Bevölkerung nicht ohne Zwang akzeptiert.

#### Umsiedlungen
Eine erhebliche Zahl Sonneberger Bürger wurde während des Bestehens der DDR zwangsweise aus ihrer Heimat umgesiedelt. Im Rahmen der sogenannten Aktion Ungeziefer wurden am 6. Juni 1952 insgesamt 381 Personen in den Landkreis Jena verbracht. Die von den Behörden angegebenen Gründe für die Auswahl der betroffenen Personen wirken häufig skurril und waren wohl nicht selten von persönlichen Animositäten der lokalen Entscheider gefärbt. Die unmittelbaren Familienangehörigen der Ausgewählten – Ehepartner und Kinder – wurden ebenfalls aus dem Kreis ausgewiesen. Konkret wurden 87 Personen im Kreis Sonneberg wegen angeblich „negativer Einstellung“ ausgesiedelt. 29 wurde der Vorwurf gemacht, sie seien „Schieber und Grenzgänger“. Im DDR-Durchschnitt ungewöhnlich viele Personen, 23, mussten ihre Heimat verlassen, weil die Behörden sie wegen ihrer Zugehörigkeit zu den Zeugen Jehovas als unzuverlässig einstuften. Zunächst hatten sogar 985 Personen, nach einer Kürzung der Liste auf Drängen übergeordneter Stellen dann 850 Menschen deportiert werden sollen.
Viele Sonneberger entzogen sich durch Flucht in den Westen. 500 Personen aus dem Kreis verließen Anfang Juni ihre Heimat Richtung Westdeutschland. Die Zwangsmaßnahmen lösten in der Bevölkerung Empörung aus und zogen spontane Protestaktionen nach sich. Eine große Zahl Sonneberger Bürger demonstrierte auf der Demarkationslinie.
Im Oktober 1961 wurden erneut Einwohner des damaligen Kreises Sonneberg Opfer geplanter Deportationen. Die Maßnahmen, die überfallartig von einer sogenannten „Handlungsgruppe“ aus jeweils acht bis zwölf Repräsentanten verschiedener Gruppen der Exekutive durchgeführt wurden, verliefen mit unnachgiebiger Strenge. Grundsätzlich wurde auf medizinische Notlagen der Opfer, Kinderreichtum oder andere Hinderungsgründe kaum Rücksicht genommen. Betroffen waren in der Stadt 33 Personen, in den Dörfern des Kreises 22 Menschen.

#### Wende
Am 18. Februar 1990 wurde in Sonneberg auf Initiative von Walter Knauer und Edmund Fröhlich – erstmals auf dem Gebiet der noch bestehenden DDR – 57 Jahre nach ihrem Verbot durch die Nationalsozialisten die Arbeiterwohlfahrt wiedergegründet. Im Vorfeld der deutschen Wiedervereinigung unterzeichneten an der Gebrannten Brücke die Innenminister Peter-Michael Diestel für die DDR und Wolfgang Schäuble für die BRD am 1. Juli 1990 den Vertrag über die Abschaffung der Grenzkontrollen an der innerdeutschen Grenze.
Nach der Wende wurden die Spielwarenbetriebe privatisiert oder reprivatisiert, sofern sie noch bestanden.

### 21. Jahrhundert
2002 fand in Sonneberg der Thüringentag statt. Der 14. Tag der Franken wurde am 6. und 7. Juli 2019 vom Bezirk Oberfranken gemeinsam mit der bayerischen Staatsregierung und den beiden Ausrichterstädten Sonneberg und Neustadt bei Coburg unter dem Motto „Gemeinsam.Fränkisch.Stark“ erstmals länderübergreifend mit über 25.000 Besuchern gefeiert.
Sonneberg ist eng mit Wasserstoffinitiativen in der Metropolregion Mitteldeutschland vernetzt und Mitglied der Metropolregion Nürnberg. Somit besitzt Sonneberg eine „Scharnierfunktion“ zu den bedeutenden Wirtschaftsräumen zwischen Main und Elbe. Das HySon-Institut für Angewandte Wasserstoffforschung ist im Februar 2021 aus einem Netzwerk von Akteuren aus Wirtschaft und Wissenschaft hervorgegangen. Insgesamt sind es 50 Partner. Ihr gemeinsames Ziel besteht darin, die Lücke zwischen Forschung und Anwendung zu schließen.
Zudem ist der Engpass an naturwissenschaftlich-technisch qualifizierten Fachkräften ein strukturelles Problem. Mit einem konsequenten MINT-Ansatz steuert Sonneberg gegen diesen Trend. Die Initiative „MINT-freundliche Stadt Sonneberg“ profiliert zu einer positiven Einstellung von jungen Menschen, Eltern, Lehrkräften sowie einer breiten Öffentlichkeit zum Thema MINT. Seit November 2020 fördert das Bundesministerium für Bildung und Forschung (BMBF) die besten regionalen MINT-Cluster. Auch Sonneberg hat mit seinem Cluster „MINT-freundliches Sonneberg – MINT-SON“ einen solchen Zuschlag erhalten. Sonneberg wird mit dem MINT-Ansatz und der Wasserstoffinitiative wieder Wissenschaftsstandort.

### Einwohnerentwicklung
Ein außergewöhnlicher Wachstumsschub ist 2013 zu verzeichnen, als im Rahmen einer Gebietsreform die Gemeinde Oberland eingemeindet wurde.
Entwicklung der Einwohnerzahl (ab 1960 31. Dezember):
| 1829 bis 1994 - 1829: 03.028 - 1895: 12.167 - 1905: 15.003 - 1946: 21.534 1 - 1950: 30.182 2 - 1960: 28.936 - 1981: 28.733 - 1984: 28.440 - 1994: 25.880 | 1995 bis 2003 - 1995: 25.481 - 1996: 25.297 - 1997: 25.151 - 1998: 24.951 - 1999: 24.892 - 2000: 24.837 - 2001: 24.690 - 2002: 24.582 - 2003: 24.246 | 2004 bis 2012 - 2004: 24.026 - 2005: 23.805 - 2006: 23.681 - 2007: 23.252 - 2008: 22.807 - 2009: 22.529 - 2010: 22.356 - 2011: 22.222 - 2012: 21.737 | ab 2013 - 2013: 23.796 - 2014: 23.620 - 2015: 23.736 - 2016: 23.804 - 2017: 23.756 - 2018: 23.830 - 2019: 23.516 - 2020: 23.229 - 2021: 23.097 |

Einwohnerentwicklung von Sonneberg von 1829 bis 2017

Datenquelle ab 1994: Thüringer Landesamt für Statistik: 1 29. Oktober; 2 31. August

## Politik

### Stadtrat
Seit der Kommunalwahl am 26. Mai 2024 setzt sich der Stadtrat wie folgt zusammen:
| Partei/Liste | Sitze   | Sitzverteilung im Stadtrat Sonneberg seit 2024 (vorläufig)Insgesamt 30 Sitze - Linke: 2 - BSW: 2 - SPD: 1 - PRO SON: 9 - FDP: 1 - CDU: 5 - AfD: 10 |
| AfD          | 10 (+3) | Sitzverteilung im Stadtrat Sonneberg seit 2024 (vorläufig)Insgesamt 30 Sitze - Linke: 2 - BSW: 2 - SPD: 1 - PRO SON: 9 - FDP: 1 - CDU: 5 - AfD: 10 |
| PRO SON      | 9 (+9)  | Sitzverteilung im Stadtrat Sonneberg seit 2024 (vorläufig)Insgesamt 30 Sitze - Linke: 2 - BSW: 2 - SPD: 1 - PRO SON: 9 - FDP: 1 - CDU: 5 - AfD: 10 |
| CDU          | 5 (−7)  | Sitzverteilung im Stadtrat Sonneberg seit 2024 (vorläufig)Insgesamt 30 Sitze - Linke: 2 - BSW: 2 - SPD: 1 - PRO SON: 9 - FDP: 1 - CDU: 5 - AfD: 10 |
| LINKE        | 2 (−3)  | Sitzverteilung im Stadtrat Sonneberg seit 2024 (vorläufig)Insgesamt 30 Sitze - Linke: 2 - BSW: 2 - SPD: 1 - PRO SON: 9 - FDP: 1 - CDU: 5 - AfD: 10 |
| BSW          | 2 (+2)  | Sitzverteilung im Stadtrat Sonneberg seit 2024 (vorläufig)Insgesamt 30 Sitze - Linke: 2 - BSW: 2 - SPD: 1 - PRO SON: 9 - FDP: 1 - CDU: 5 - AfD: 10 |
| SPD          | 1 (−2)  | Sitzverteilung im Stadtrat Sonneberg seit 2024 (vorläufig)Insgesamt 30 Sitze - Linke: 2 - BSW: 2 - SPD: 1 - PRO SON: 9 - FDP: 1 - CDU: 5 - AfD: 10 |
| FDP          | 1 (−1)  | Sitzverteilung im Stadtrat Sonneberg seit 2024 (vorläufig)Insgesamt 30 Sitze - Linke: 2 - BSW: 2 - SPD: 1 - PRO SON: 9 - FDP: 1 - CDU: 5 - AfD: 10 |
| Gesamt       | 30      | Sitzverteilung im Stadtrat Sonneberg seit 2024 (vorläufig)Insgesamt 30 Sitze - Linke: 2 - BSW: 2 - SPD: 1 - PRO SON: 9 - FDP: 1 - CDU: 5 - AfD: 10 |

Ortsteilbürgermeister:
- Haselbach: Chris Meyer (Gemeinsam für Haselbach), 97,9 %
- Hasenthal: Birgitt Kramer-Büttner (CDU), 89,2 %
- Hönbach: Martin Liebermann (Bürgerverein Hönbach), 96,8 %
- Hüttengrund: Dominic Liebermann
- Neufang: Ronny Kremps (Parteilos), 66,6 %
- Oberlind: Ralf Wöhner (GeMuFeuTra), 51,3 %
- Spechtsbrunn: Jens Knoblauch
- Unterlind: Stichwahl per Los

(Stand: Kommunalwahl am 26. Mai 2024)

### Bürgermeister
Bei der Wahl des Bürgermeisters am 21. August 2016 wurde Heiko Voigt, Kandidat der CDU, mit 67,9 % der Stimmen erstmals zum Bürgermeister gewählt. Die Wahlbeteiligung betrug 52,0 %. Er wurde am 12. Juni 2022 mit 66,2 % der Stimmen im Amt bestätigt.
Ehemalige Bürgermeister seit 1839
Durch das „Provisorische Regulativ über die Gemeindeverfassung und Verwaltung der Stadt Sonneberg“ vom 26. September 1839 wurde eine neue kommunale Verfassung in Sonneberg eingeführt, die bis in die Weimarer Republik in Kraft blieb. Folgende Personen waren seitdem Bürgermeister der Stadt Sonneberg:
- 1839:–0000 Andreas Fleischmann
- 1840–1843: Ernst Theodor Hertel
- 1843–1848: Friedrich Adolph Willing
- 1848–1876: Carl Friedrich Adam Hermann
- 1876–1877: Arnold Christian Heubach
- 1877–1881: Ferd. Ed. Maxim. Bürkner, Bürgermeister[47][48]
- 1881–1884: August Meyer
- 1884–1893: Hermann von Katte
- 1893–1909: Hugo Liman
- 1909–1916: Hermann Keßler, ab 1914 wegen Kriegsdienst
durch 2. Bürgermeister August von Ritter vertreten
- 1916–1920: Hans Müller
- 1920–1922: Karl Knauer (SPD)
- 1922–1925: Otto Jahreis (SPD)
- 1925–1930: Karl Knauer (SPD)
- 1930–1945: Max Zogbaum (parteilos, später NSDAP)
- 01.–12.04.1945: Bätz (NSDAP)[49][50]
- 12.–14.04.1945: Hermann am Ende (parteilos)[49]
- 15.04.–04.07.1945: Ernst Glöckner (parteilos)
- 1945–1950: Willy Geyer (KPD, später SED)
- 1950–1951: Olga Brückner (SED)
- 1951–1957: Gerhard Braun (SED)
- 1957–1959: Siegmund Hausdörfer (SED)
- 1959–1961: Willy Bunzel (SED)
- 1961–1974: Gerhard Stier (SED)
- 1974–1984: Armin Brand (SED)
- 1984–1990: Klaus Oberender (SED, später parteilos)
- 1990–1994: Siegfried Feller (CDU)
- 1994–2016: Sibylle Abel (FDP, später CDU)

### Gemeindefinanzen
Der Schuldenstand der Stadt lag am 31. Dezember 2019 bei insgesamt etwa 22,814 Millionen Euro. Das sind etwa 964 Euro pro Einwohner.

### Wappen
Sonneberg führt das Wappen offiziell seit dem 5. Oktober 1934:
| | Blasonierung: „In Gold ein rot bewehrter, rot gezungter doppelschwänziger schwarzer Löwe, begleitet von zwei achteckigen schwarzen Sternen.“ |
| Wappenbegründung: Der aufrecht stehende, nach (heraldisch) rechts blickende Löwe verweist auf den Übergang der Stadt an die Markgrafschaft Meißen 1353 und ist seither im Stadtwappen. Die zwei Sterne befinden sich als Beizeichen – mit Unterbrechung im 19. Jahrhundert bis 1934 – seit dem 16. Jahrhundert im Stadtwappen. | |

Als inoffizielles, aber seit den 1920er Jahren bekanntes Wappen und Wahrzeichen der Stadt Sonneberg wird bis heute auch die Abbildung des „Sonneberger Reiterleins“ benutzt.

### Städtepartnerschaften
- Göppingen (Baden-Württemberg, Deutschland)
- Neustadt bei Coburg (Bayern, Deutschland)

## Kultur und Sehenswürdigkeiten

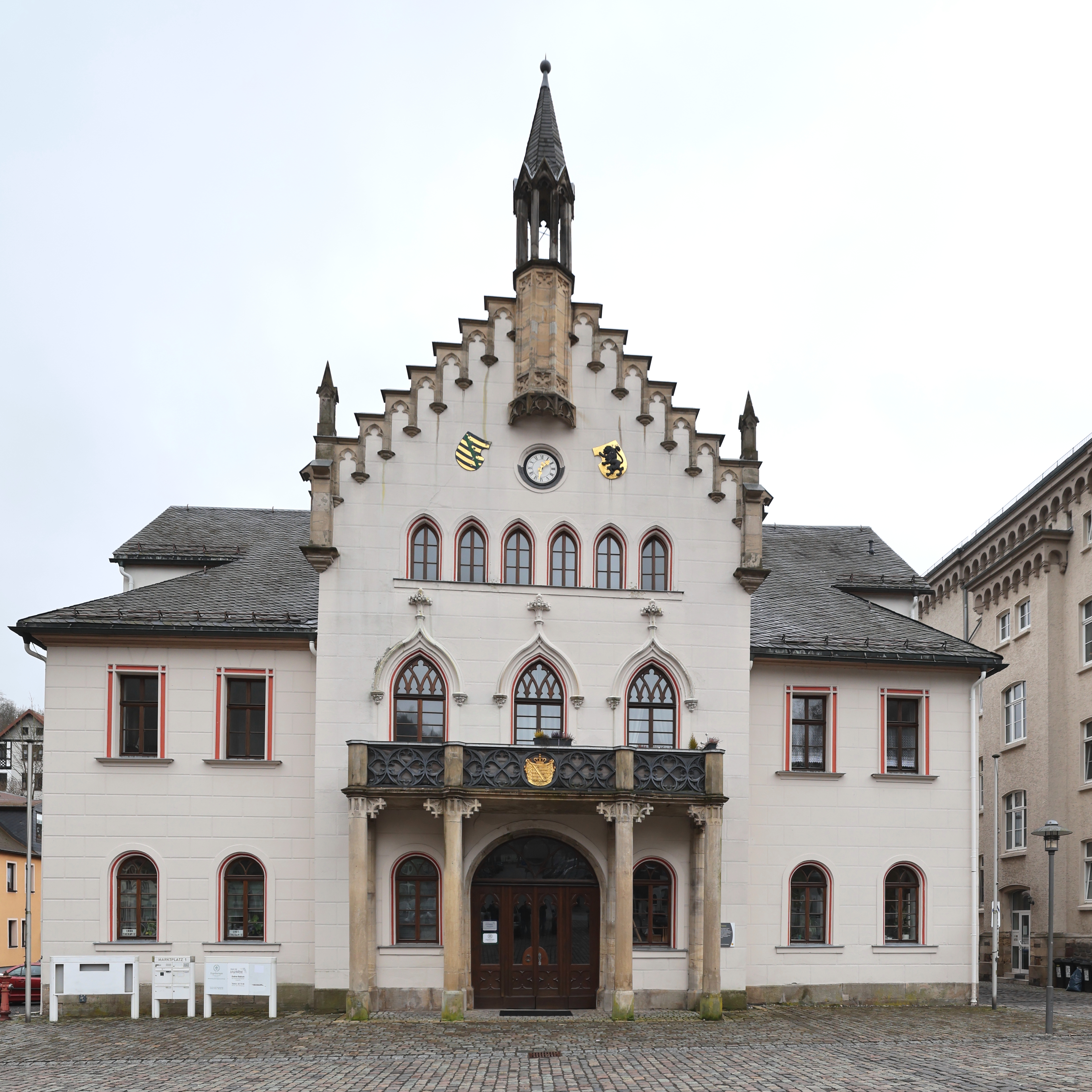
Altes Rathaus in der Oberen Stadt

### Stadtanlage
Die heutige Innenstadt, auch Untere Stadt genannt, entstand auf dem Reißbrett, nachdem die alte Obere Stadt 1840 durch einen Stadtbrand völlig zerstört worden war. Sie ist daher die einzige aus dem 19. Jahrhundert stammende planmäßige Stadtanlage in Thüringen.
Das ursprüngliche Stadtzentrum lag in der Oberen Stadt, nördlich der heutigen Innenstadt im engen Tal der Röthen. Städtebaulicher Mittelpunkt der Neuanlage in der Unteren Stadt war zunächst der Juttaplatz (benannt nach Jutta von Henneberg, die Sonneberg 1349 die Stadtrechte beurkundete) unweit der Stadtkirche.
In den 1920er-Jahren kam noch der Bahnhofsplatz mit seinen repräsentativen Bauten als Bezugspunkt hinzu. Geprägt ist die Sonneberger Innenstadt daher vor allem durch Architektur aus der Zeit zwischen 1840 und 1930, die heute noch ein größtenteils geschlossenes Ensemble bildet.

### Museen

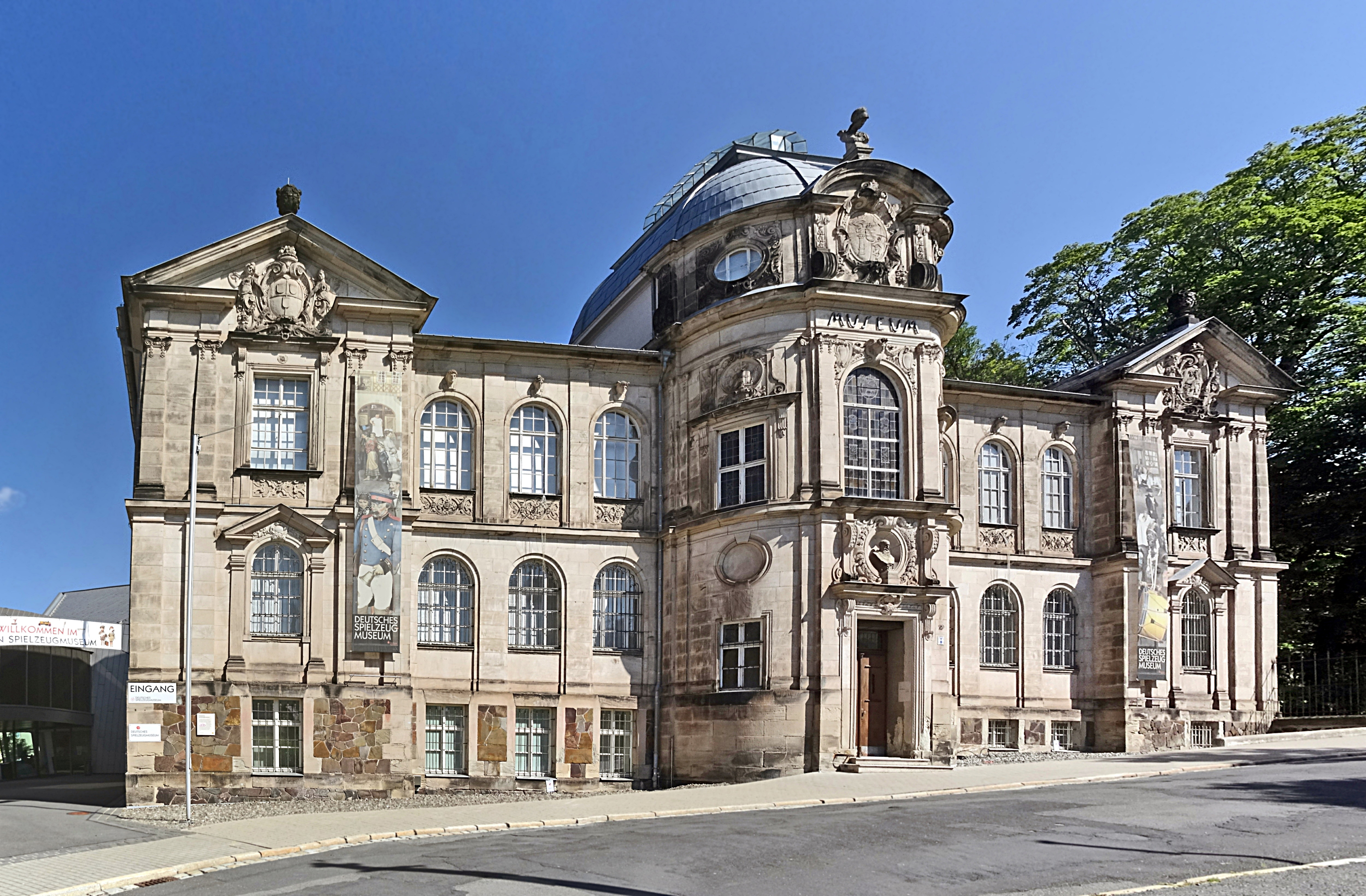
Deutsches Spielzeugmuseum

- Das bekannteste Museum Sonnebergs ist das Deutsche Spielzeugmuseum. Es entstand 1901 und zeigt als ältestes Spielzeugmuseum Deutschlands eine Auswahl aus dem etwa 100.000 Objekte umfassenden Fundus. Das Gebäude wurde 1901 im neubarocken Stil errichtet. Zunächst diente es als Industrieschule zur Spielzeug- und Porzellan-Formgestaltung, die von den bekannten Künstlern Reinhard Möller und Karl Staudinger geleitet wurde; seit 1938 wird es gänzlich als Museum genutzt.
- In der Stadt gibt es ferner das Deutsche Teddybären-Museum.[53]
- Das Astronomie-Museum Sonneberg befindet sich in den Räumen der Sternwarte und wurde Ende der 1990er Jahre gegründet. Das Museum informiert auch über das Leben des Sternwarten-Gründers Cuno Hoffmeister.
- Öffentlich zugänglich sind nach Vereinbarung ferner die zehn Räume des Somso-Museums der von der Familie Sommer betriebenen Firma Somso. Sie stellt seit 1876 in Sonneberg Modelle vor allem für den Medizin- und Biologieunterricht her.[54]
- In Sonneberg gibt es ein Schauaquarium und einen Heimattiergarten.

### Bauwerke

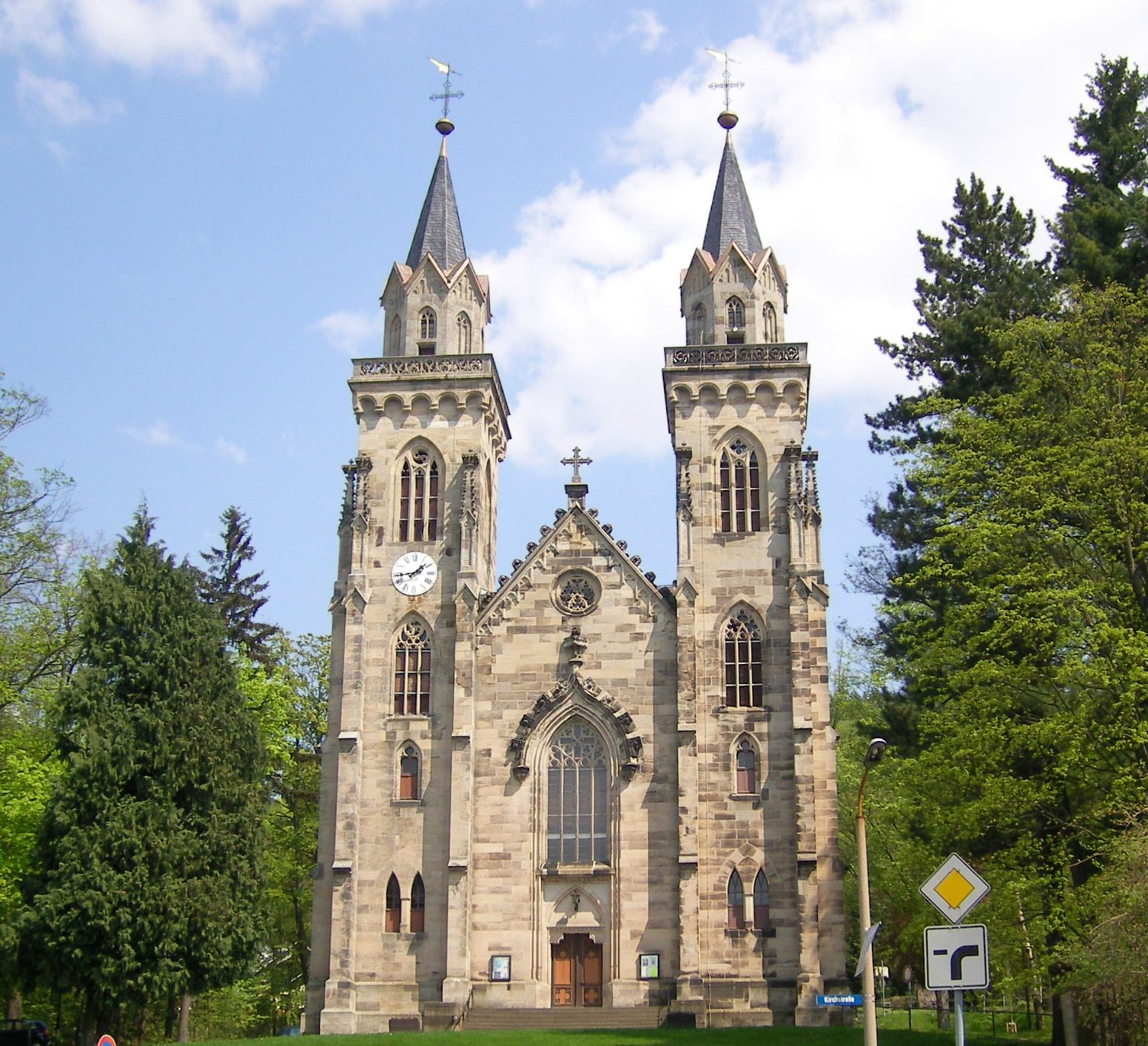
Stadtkirche St. Peter

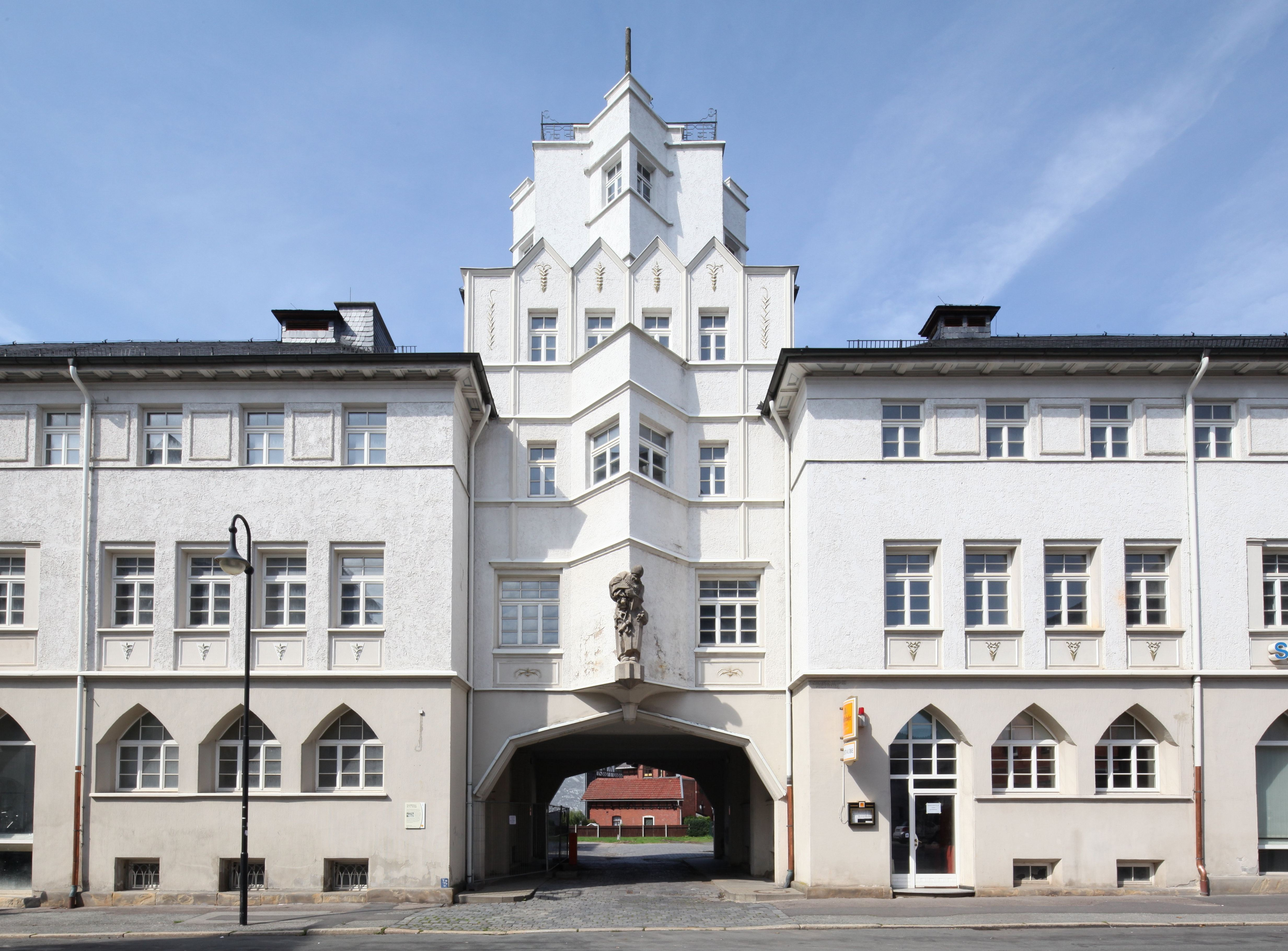
Turm Handelshaus Kresge

Die neugotische Stadtkirche St. Peter wurde zwischen 1843 und 1845 von Carl Alexander Heideloff errichtet. Vorbild war die Lorenzkirche in Nürnberg. Die Kirche verfügt über ein dreischiffiges Langhaus und eine südwestliche Doppelturmfassade. Als Baumaterial kam Sandstein zum Einsatz, im Innenraum vor allem verputztes Holz. Die Inneneinrichtung stammt hauptsächlich aus dem 19. Jahrhundert. Oberhalb der Stadtkirche liegt der Friedhof.
Die katholische Kirche der Stadt ist die Pfarrkirche St. Stephanus. Sie ist eine neuromanische Basilika aus den Jahren 1902/1903, die unter Leitung des Berliner Architektenbüros Reimarus & Hetzel entstand. An der Kirche sind ein mächtiger Turm zur Straße hin und ein kleiner Turm zum Garten hin angebaut. Die ursprüngliche prachtvolle Innenausmalung von 1913 ist heute ebenso wie der Großteil des alten Inventars nicht mehr erhalten.
Weiterhin von Bedeutung sind einige Gebäude aus den 1920er-Jahren rings um den Bahnhofsplatz. Der Sonneberger Hauptbahnhof selbst stammt aus dem Jahr 1907. Ihm gegenüber steht das Neue Rathaus, ein neoklassizistischer Prachtbau von 1928, der das Stadtbild dominiert. Errichtet wurde er nach Plänen von Karl Dröner. Überragt wird das Rathaus vom 45 Meter hohen Mittelturm. Die Fassade ist durch Säulenanordnungen gegliedert. Neben dem Rathaus steht das AOK-Haus von 1927. Damals wurde das 1922 errichtete Lagerhaus durch Walter Buchholz zum Bürohaus expressionistischer Prägung umgebaut. Die Fassade des fünfgeschossigen Baus wird durch verschiedene Plastiken verziert. Hinter dem AOK-Haus steht die Sonneberger Post, die 1932 im Stil der neuen Sachlichkeit errichtet wurde. Von den einst zahlreichen Handelshäusern in Sonneberg ist das Handelshaus Kresge hervorhebenswert, das sich das amerikanische Unternehmen 1921 von Franz Boxberger und Ernst Herbart entwerfen ließ. Prägend ist der achteckige, expressionistische Turmaufbau im Mittelteil des Gebäudes, der bei einer Erweiterung 1927/28 nach Plänen von Walter Buchholz entstand. Das größte der Handelshäuser in Sonneberg wurde von Woolworth seit 1926 betrieben und stand am Bahnhofsplatz gegenüber dem AOK-Haus. Es hatte etwa 4.200 m² Grundfläche sowie rund 100.000 m³ umbauten Raum und war eines der größten Lagerhäuser Thüringens. Es wurde im Zweiten Weltkrieg zerstört.

### Regelmäßige Veranstaltungen
- Internationale Sonneberger Jazztage (jährlich im November)
- Sonneberger Vogelschießen (jährlich Anfang Juli)
- Puppentheatertage
- Internationales Puppenfestival (zusammen mit Neustadt bei Coburg)
- Stadt- und Museumsfest (jährlich im September)
- Comptoir-Kunstmagazin – die Städtische Galerie (ständig aktuelle Ausstellungen)
- Veranstaltungen im Gesellschaftshaus (wöchentlich)
- Vorträge in der Sternwarte (jeden ersten Montag im Monat)

### Kulinarische Spezialitäten
- Sonneberger Rostbratwurst (auf Itzgründisch: Sumbarcher Broudwörscht)
- Sonneberger Klöße – eine Variante der Thüringer Klöße (auf Itzgründisch: Sumbarcher Arpflsklüeß)
- Gemüsesuppe (auf Itzgründisch: Süßa Schniedla oder Saura Schniedla)
- Fleck (auf Itzgründisch: Flack)

### Dialekt und Mundart
In Sonneberg (Sumbarch) wird wie in den umgebenden Orten der itzgründische Dialekt als Unterform des Mainfränkischen gesprochen. Die „Sumbarcher Mundart“ wird als Variation des Itzgründischen heute noch gepflegt. Bereits im 19. Jahrhundert wurde die Sonneberger Mundart vom Sprachforscher August Schleicher in seinem Werk Volkstümliches aus Sonneberg im Meininger Oberlande beschrieben.
Überregional bekannt wurde die Sonneberger Mundart durch den Auftritt der „Sumbarcher Waschweiber“ Doris Motschmann und Silvia Otto bei der Fastnacht in Franken 2013 in Veitshöchheim.

## Wirtschaft und Infrastruktur

### Öffentliche Einrichtungen
Die Stadt ist Sitz des Amtsgerichts Sonneberg, das zum Bezirk des Landgerichts Meiningen gehört.

### Industrie
- Spielwaren (u. a Piko, Simba Dickie Group, Plüti-Nova, Therapeutisches Spielzeug), Papier-, Keramische- und Autozuliefererindustrie, Möbelproduktion, früher auch Herstellung von Elektrogeräten (EIO; RFT: Kombinat Sternradio), Bekleidung (VEB Herko Sonneberg), technische Kunststoffteile (VEB Plasta Werke, Teil des Kombinats Plast- und Elastverarbeitung – heute Mann + Hummel), Elektrokeramik (VEB Elektrokeramische Werke EKS – heute Elektrokeramik Sonneberg), Maschinenbau für die Keramikindustrie (VEB Thuringia) ehemals Maschinenfabrik vormals Georg Dorst AG und Bauindustrie (VEB Landbaukombinat)
- Die Privatbrauerei Gessner GmbH & Co. KG wurde 1858 in Steinach gegründet. Sie zog 1997 nach Sonneberg.

### Verkehr

#### Straße

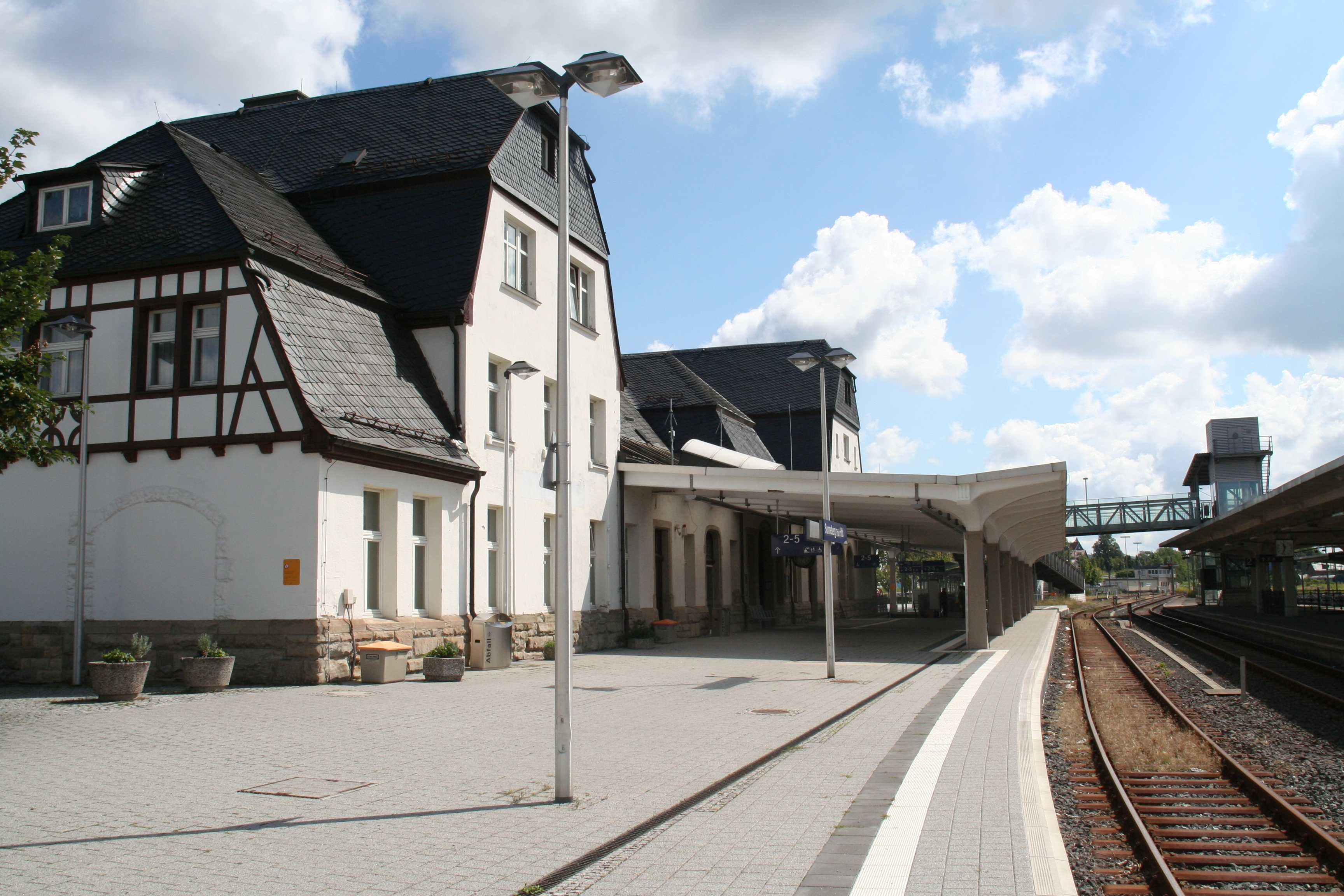
Hauptbahnhof Sonneberg

Sonneberg liegt an der Bundesstraße 89 von Kronach über Sonneberg nach Meiningen, die als Ortsumgehung ausgebaut wurde. Eine gemeinsame Autobahnanschlussstelle an der A 73 mit der Stadt Neustadt bei Coburg ist etwa 15 Kilometer von Sonneberg entfernt bei Coburg vorhanden (siehe B 4).
Sonneberg liegt an der Deutschen Spielzeugstraße.

#### Bahn
Der Hauptbahnhof Sonneberg liegt an der Bahnstrecke Coburg–Ernstthal am Rennsteig. Der elektrifizierte Abschnitt nach Coburg bietet Anschluss an den dortigen ICE-Halt sowie weiter nach Lichtenfels, Bamberg und Nürnberg. In die andere Richtung führt die Strecke über Lauscha nach Ernstthal, von dort aus fahren die Züge über die Bahnstrecke Probstzella–Neuhaus am Rennweg weiter nach Neuhaus am Rennweg. Die Verbindung von Ernstthal nach Probstzella ist heute stillgelegt. Darüber hinaus ist Sonneberg Ausgangspunkt der Bahnstrecke Eisfeld–Sonneberg von Sonneberg nach Eisfeld und weiter als Werrabahn Richtung Hildburghausen–Meiningen–Eisenach. Von 1901 bis 1945 bestand eine Eisenbahnstrecke nach Stockheim (Oberfranken) mit Anschluss in Pressig an die Frankenwaldbahn, die allerdings nach dem Zweiten Weltkrieg auf Grund der Tatsache, dass sie die innerdeutsche Grenze kreuzte, ab Neuhaus-Schierschnitz stillgelegt wurde. Der Streckenabschnitt Sonneberg–Neuhaus-Schierschnitz wurde bis 1967 weiterbetrieben und 1972 abgebaut.
Seit April 2008 kann Sonneberg als einzige Stadt in den „Neuen Ländern“ mit dem Bayern-Ticket erreicht werden.

### Medien
- SRF (Südthüringer Regionalfernsehen) für Südthüringen mit Regional-Magazinen und Teletext-Informationen zu Öffnungszeiten, Bereitschaftsdiensten, Sportergebnissen unter anderem
- In Sonneberg erscheint als Tageszeitung das Freie Wort mit einer Lokalausgabe.
- Im größten Sonneberger Stadtteil erscheint die „Stadtteilzeitung Wolkenrasen“.

### Gesundheitswesen
- Krankenhaus der Grund- und Regelversorgung: Regiomed-Kliniken Sonneberg/Neuhaus
- Regiomed-Kliniken: Rettungswache neben dem Krankenhaus
- Sonneberg gehört wie der Landkreis Sonneberg als einzige Kreisstadt außerhalb Bayerns zur Gesundheitsregion Erlangen NeuroRegioN – TelemedNordbayern[58]

### Messe
- Die Stadt Sonneberg ist Veranstaltungsort der länderübergreifenden Messe FAMOS (Fachkräfte- und Ausbildungsmesse für Oberfranken und Südthüringen) des Vereins Wirtschaft – Innovation – Region (WIR) zwischen Rennsteig und Main (2013: 3.800 Besucher; 2014: 4.500 Besucher; 2015: 5800 Besucher).[59]

### Sport
- Der wichtigste Fußballverein der Stadt ist der 1. FC Sonneberg, welcher seine Heimspiele im Stadion Sonneberg austrägt.

## Persönlichkeiten

### Ehrenbürger
- Paul von Hindenburg (1847–1934), Generalfeldmarschall[60]

### Töchter und Söhne der Stadt
- Crato Bütner (1616–1679), Komponist

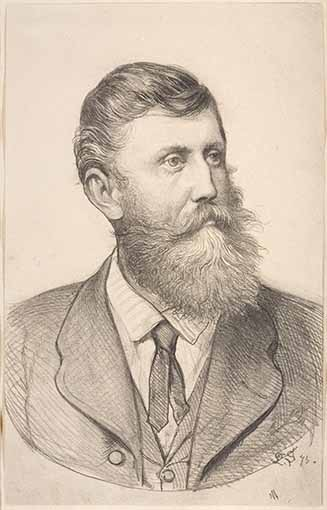
Albert Schmidt, 1875

- Johann Martin Steiner (1738–1805), Bürgermeister und Chronist
- Johann Georg Steiner (1746–1830), Maler und Liedersammler
- Johann Christoph Greiling (1765–1840), evangelischer Theologe
- Georg Karl Wilhelm Philipp von Donop (1767–1845), Kanzler und Regierungspräsident im Herzogtum Sachsen-Meiningen
- Paul Schelhorn (1792–1880), Maler
- Louis Müller (1812–1889), Unternehmer und Politiker
- Albert Schmidt (1841–1913), Architekt
- Edmund Steiner (1858–nach 1905), Künstler, Puppen-Entwerfer
- Peter Eduard Wehder (1852–1923), Politiker (SPD)
- Otto Keller (1861–nach 1929), Architekt und Herausgeber
- Oskar Dressel (1865–1941), Chemiker
- Reinhold von Walther (1866–1945), Chemiker, Rektor der Bergakademie Freiberg
- Anna Müller (1875–1954), Politikerin (SPD)
- Hermann Pistor (1875–1951), Begründer der modernen Augenoptik
- Edmund Meusel (1876–1960), Bildhauer
- Otto Pilz (1876–1934), Bildhauer
- Wilhelm Sollmann (1881–1951), Journalist und Politiker (SPD)
- Fritz Richter-Elsner (1884–1970), bildender Künstler
- Paul Schnabel (1887–1947), Althistoriker und Altorientalist
- Armin Reumann (1889–1952), Maler
- Cuno Hoffmeister (1892–1968), Astronom
- Edmund Adam (1894–1958), Fernschachspieler und Schachfunktionär
- Hans Sauer (1894–1934), Politiker (NSDAP)
- Erich R. Döbrich (1896–1945), deutscher Militärmaler
- Walter Franck (1896–1961), Schauspieler
- Walter Schubart (1897–1942), Kulturphilosoph
- Olga Brückner (1899–1980), Politikerin (SPD, SED), Bürgermeisterin von Sonneberg, Landrätin von Sonneberg und MdL
- Else Feldkeller (1900–1977), Kunsthandwerkerin, Spielzeuggestalterin, Mundartdichterin
- Franz Bauer (1901–1945), Widerstandskämpfer gegen das Naziregime, 1945 in Weimar von der SS ermordet
- Armin Alfred Scheler (1901–1986), Bildhauer
- Karl Müller (1902–1976), Maler und Grafiker
- Theo Gundermann (1904–1974), Kommunalpolitiker (SPD, SED) und Parteifunktionär (SED)
- Kurt Hanf (1912–1987), Maler und Grafiker
- Dietrich Schulz-Köhn (1912–1999), Jazz-Experte
- Georg Niebling (1915–nach 1976), Pädagoge, Kultursoziologe und Verlagsleiter
- Gerhard Fickel (1920–1990), Arzt und Abgeordneter der Volkskammer
- Peter Heilbut (1920–2005), Musikpädagoge und Komponist
- Ernst Bauer (1921–1967), Maler und Graphiker
- Ulrich Heß (1921–1984), Archivar und Landeshistoriker
- Fred Delmare (1922–2009), Schauspieler
- Hanns Arthur Schoenau (1922–2002), Historiker, Spielwarenfabrikant, Kommunalpolitiker
- Horst Herold (1923–2018), Jurist und ehemaliger Präsident des Bundeskriminalamtes
- Walter Scheler (1923–2008), Buchhalter, Opfer des Aufstands vom 17. Juni 1953, Ehrenbürger Jenas
- Wolfram Gramowski[61] (1924–1995), Lektor, Literatur-Bearbeiter und -Übersetzer
- Tankred Dorst (1925–2017), Schriftsteller
- Karl-Heinz Gramowski[62] (1928–2008), Arzt, Medizinprofessor an der Friedrich-Schiller-Universität
- Franz Kürschner (1929–1973), Maler
- Wolfgang Wenzel (1929–2021), Astronom, arbeitete an der Sternwarte Sonneberg
- Johanna Hoffmann (1930–2015), Schriftstellerin
- Dorothea Fuhrmann (1930–2022), Spielmittel-Gestalterin, Malerin und Zeichnerin
- Irma Münch (* 1930), Schauspielerin
- Walter Schilling (1930–2013), Theologe
- Werner Stötzer (1931–2010), Bildhauer und Zeichner
- Otto Hofmann (1932–2024), Maler
- Ursula Am Ende (* 1933), Schauspielerin
- Diether Huhn (1935–1999), Jurist und Hochschullehrer
- Christel Taube (* 1936), Hochschullehrerin für Pharmakologie und Toxikologie
- Gerhard Bätz (* 1938), Bildender Künstler
- Raimund-Ekkehard Walter (* 1939), Jurist und Rechtsbibliothekar
- Almuth Beck (* 1940), Lehrerin und Politikerin (SED, PDS)
- Dagmar Hülsenberg (* 1940), Wissenschaftlerin, Präsidentin der Kammer der Technik
- Werner Bernreuther (1941–2024), Schauspieler und Liedermacher
- Peter Pechauf (1941–2025), Lehrer und Politiker (SED, PDS)
- Hubert Bär (1942–2015), Schriftsteller
- Freddy Breck (1942–2008), Schlagersänger
- Volker Löffler (* 1942), Leichtathlet, Olympiateilnehmer 1964
- Heinz Schunk (* 1942), Geiger und Dirigent, Professor an der Musikhochschule Weimar
- Käte Klötzer (1943–2014), Spielzeug-Designerin
- Karl-Heinz Kunckel (1944–2012), Ingenieur und Politiker (SPD)
- Renate Müller (* 1945), Designerin und Spielzeugproduzentin
- Hans-Jürgen Kotzur (* 1946), Kunsthistoriker und Denkmalpfleger
- Monika Debertshäuser (* 1952), Ski-Langläuferin
- Reinhard Häfner (1952–2016), Fußballspieler
- Günther Thomae (* 1953), Volleyballer
- Alfred Müller (* 1955), Politiker
- Detlef Ultsch (* 1955), Judo-Weltmeister
- Sibylle Abel (1956–2016), Politikerin und Bürgermeisterin von Sonneberg
- Frank Dundr (* 1957), Olympiasieger im Rudern
- Eva-Maria Siegel (* 1957), Literaturwissenschaftlerin
- Thomas Boller (* 1958), Astrophysiker
- Matthias Bauer (* 1959), Jazzmusiker
- Heiko Voigt (* 1961), Kommunalpolitiker
- Andreas Oschkenat (* 1962), Leichtathlet
- Simone Opitz (* 1963), Skilangläuferin
- Peter Ralf Hofmann (* 1965), Schriftsteller
- Jürgen Köpper (* 1966), Kommunalpolitiker (CDU)
- Raimund Litschko (* 1967), Skispringer
- Silke Kraushaar-Pielach (* 1970), Rennrodlerin
- Dirk Seliger (* 1970), Schriftsteller
- Katrin Stump (* 1972), Archäologin und Historikerin
- Robert Sesselmann (* 1973), Rechtsanwalt und Politiker (AfD)
- André Florschütz (* 1976), Rennrodler
- Susan Liebold (* 1977), Glaskünstlerin aus Schneidemühle
- Thomas Florschütz (* 1978), Bobpilot
- Sebastian Lang (* 1979), Radrennfahrer
- Jan Lieder (* 1979), Rechtswissenschaftler, Hochschullehrer und Richter
- Daniel Schultheiß (* 1980), Oberbürgermeister von Ilmenau
- Jan Eichhorn (* 1981), Rennrodler
- Marcel Lorenz (* 1982), Rennrodler
- René Meusel (* 1982), Choreograf
- David Möller (* 1982), Rennrodler
- Julia Eichhorn (* 1983), Skeletonpilotin
- Fabian Franke (* 1988), Basketballspieler
- Jana Burmeister (* 1989), Fußballspielerin
- Felix Loch (* 1989), Rennrodler
- Lisa Seiler (* 1990), Fußballspielerin
- Lina-Marie Lieb (* 2001), Volleyball- und Beachvolleyballspielerin
- Linda Stark (* 2001), Politikerin

### Weitere Persönlichkeiten

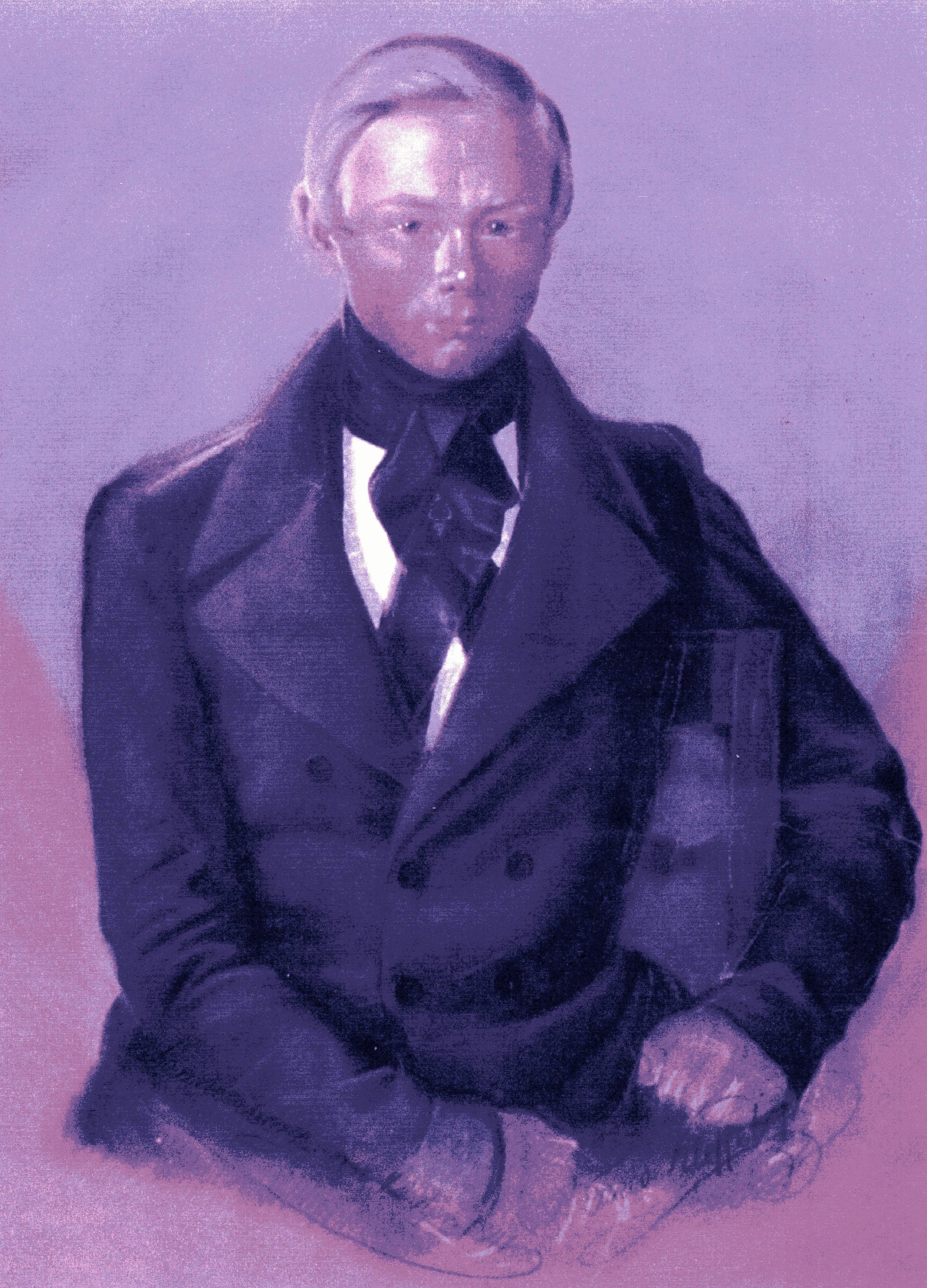
Moritz Hensoldt 1841

- Georg Hartmann von Erffa (1649–1720), kaiserlicher Generalfeldzeugmeister des Fränkischen Kreises, lebte auf dem Rittergut im Stadtteil Unterlind
- Karl Wilhelm Wolfgang von Donop (1740–1813), wirklicher Geheimrat und Oberamtmann des Meininger Oberlandes
- Karl Wilhelm August (Sachsen-Meiningen) (1754–1782), Herzog von Sachsen-Meiningen, starb in Sonneberg
- Friedrich Eduard Oberländer (1807–1879), Ehrenbürger von Sonneberg
- Moritz Hensoldt (1821–1903), Pionier der Optik, lebte zeitweise in Sonneberg
- August Schleicher (1821–1868), Sprachwissenschaftler, wuchs in Sonneberg auf
- Karl Baumbach (1844–1896), Politiker (NLP), Landrat von Sonneberg
- Reinhard Möller (1855–1912), Bildender Künstler, Direktor der Industrieschule Sonneberg
- Armand Marseille (1856–1925), Puppenfabrikant
- Karl Staudinger (1874–1962), Maler, Grafiker, Direktor der Industrieschule Sonneberg
- Carl Melville (1875–1957), Bildhauer
- Wilhelm Vershofen (1878–1960), Wirtschaftswissenschaftler, Leiter der Handelskammer Sonneberg
- Albin Tenner (1885–1967), Politiker (KPD), legte in Sonneberg das Abitur ab
- Adolf Wicklein (1886–1945), Kommunist und Widerstandskämpfer gegen das Naziregime.
- Paul Oswald Ahnert (1897–1989), Astronom, ab 1938 in Sonneberg tätig
- Fritz Houtermans (1903–1966), deutscher Physiker, legte in Sonneberg das Abitur ab
- Rudolf Brandt (1905–1975), Astronom, langjährig an der Sternwarte Sonneberg tätig
- Helene Haeusler (1904–1987), Spielzeugdesignerin
- Friedrich Knorr (1904–1978), Politiker (CSU), legte in Sonneberg das Abitur ab
- Otto Keil (1905–1984), Bildender Künstler, Kunstpädagoge, Direktor der Industrieschule und des Deutschen Spielzeugmuseums
- Eva Ahnert-Rohlfs (1912–1954), Astronomin, ab 1945 in Sonneberg tätig
- Alfred Jensch (1912–2001), Astronom, arbeitete an der Sternwarte Sonneberg
- Georg Klaus (1912–1974), Philosoph und Kybernetiker, arbeitete vor seiner akademischen Laufbahn in Sonneberg
- Karl Rothammel (1914–1987), Sachbuchautor und Funkamateur
- Karl Kassel (1918–2006), deutscher Maler, Keramikgestalter und Kunstpädagoge
- Werner Scheler (1923–2018), Pharmakologe, absolvierte das Realgymnasium in Sonneberg
- Hans Huth (1925–1988), Astronom, arbeitete an der Sternwarte Sonneberg
- Gerold Richter (* 1929), Astronom, arbeitete an der Sternwarte Sonneberg[63]
- Gerhard Bondzin (1930–2014), Maler und Grafiker
- Manfred Kiedorf (1936–2015), Bühnenbildner, Illustrator und Miniaturist
- Georg Hirschbrich (1939–2012), Römisch-katholischer Geistlicher, wuchs in Sonneberg auf
- Roland Neudert (* 1939), Schlagersänger, erhielt seine Gesangsausbildung in Sonneberg
- Conny Bauer (* 1943), Posaunist, wuchs in Sonneberg auf
- Jürgen Treutler (* 1951), Politiker (AfD), Vorsitzender des Sonneberger Stadtrats
- Joachim Kern (1953–2016), Ehrenbürger der Stadt Sonneberg, Träger der Verdienstmedaille des Verdienstordens der Bundesrepublik Deutschland
- Uwe Hoßfeld (* 1966), Wissenschaftler an der Friedrich-Schiller-Universität Jena, absolvierte in Sonneberg die Hermann-Pistor-Oberschule

## Trivia
- Es gibt einen Kleinplaneten im Asteroidengürtel, der nach Sonneberg benannt wurde. Er wurde am 24. November 1924 entdeckt.[64][65]